# Pérdida de biodiversidad

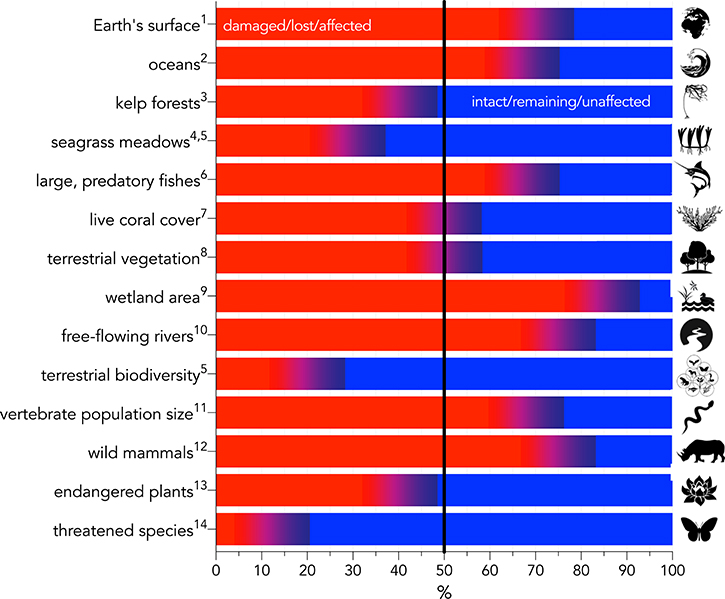
Resumen de las principales categorías de cambio ambiental relacionadas con la biodiversidad expresadas como porcentaje del cambio impulsado por el hombre (en rojo) en relación con la línea de base (azul)

La pérdida de biodiversidad incluye la extinción mundial de diferentes especies, así como la reducción o pérdida local de especies en un determinado hábitat, lo que resulta en una pérdida de diversidad biológica. Este último fenómeno puede ser temporal o permanente, dependiendo de si la degradación ambiental que conduce a la pérdida es reversible a través de la restauración ecológica/resiliencia ecológica o efectivamente permanente (por ejemplo, a través de la pérdida de tierras). La extinción global actual (frecuentemente llamada sexta extinción masiva o extinción del Antropoceno), ha derivado hacia una crisis de biodiversidad, potenciada por actividades humanas que van más allá de los límites planetarios, y que hasta ahora ha demostrado ser irreversible.
Aunque la pérdida global permanente de especies es un fenómeno más dramático y trágico que los cambios regionales en la composición de especies, incluso los cambios menores de un estado saludable y estable pueden tener una influencia dramática en la red alimentaria y la cadena alimentaria en la medida en que las reducciones en una sola especie pueden afectar negativamente toda la cadena (coextinción), lo que conduce a una reducción general de la biodiversidad, a pesar de los posibles estados estables alternativos de un ecosistema. Los efectos ecológicos de la biodiversidad suelen ser contrarrestados por su pérdida. La reducción de la biodiversidad, en particular, conduce a la reducción de los servicios de los ecosistemas y, finalmente, representa un peligro inmediato para la seguridad alimentaria, pero también puede tener consecuencias más duraderas para la salud pública de los seres humanos.
Las organizaciones ambientales internacionales han estado haciendo campaña para prevenir la pérdida de biodiversidad durante décadas. Por ejemplo, el Convenio de las Naciones Unidas sobre la Diversidad Biológica se centra en la prevención de la pérdida de biodiversidad y la conservación proactiva de las áreas silvestres. El compromiso internacional y los objetivos para este trabajo están actualmente representados por el Objetivo de Desarrollo Sostenible 15 "Vida en la tierra" y el Objetivo de Desarrollo Sostenible 14 "Vida debajo del agua". Sin embargo, el informe del Programa de las Naciones Unidas para el Medio Ambiente sobre "Hacer las paces con la naturaleza" publicado en 2020 encontró que la mayoría de estos esfuerzos no han logrado sus objetivos internacionales. Otro ejemplo es que funcionarios de salud pública han integrado una mirada de protección de la biodiversidad en el programa internacional One Health para la práctica de la salud pública. 

## Antecedentes y tasa de pérdida

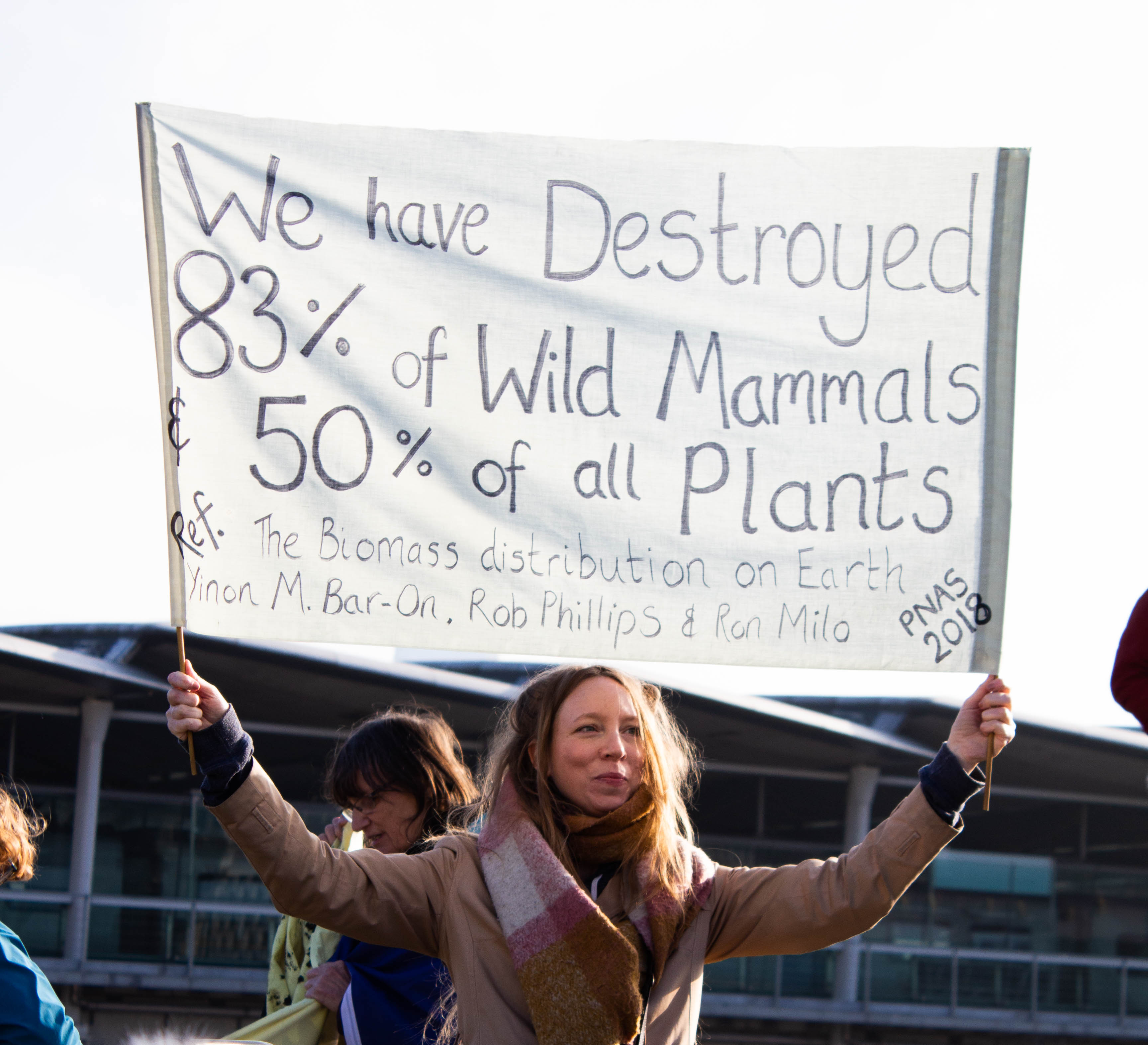
Manifestante contra la pérdida de biodiversidad, parte de las marchas de la organización Extinction Rebellion (2018).

Se estima que la tasa actual de pérdida de diversidad global es de 100 a 1000 veces más alta que la tasa de extinción de fondo (tasa natural de extinción), siendo más rápida que en cualquier otro momento de la historia humana, y se espera que siga aumentando en los próximos años. Estas tendencias de extinción en rápido aumento que afectan a numerosos grupos de animales, incluidos mamíferos, aves, reptiles, anfibios y peces con aletas radiadas, han llevado a los científicos a declarar una crisis de biodiversidad contemporánea.
Las tasas de pérdida limitadas localmente se pueden medir usando la riqueza de especies y su variación en el tiempo. Los conteos brutos pueden no ser tan relevantes desde el punto de vista ecológico en comparación a las abundancias relativas o absolutas. Teniendo en cuenta las frecuencias relativas, se han desarrollado muchos índices de biodiversidad. Además de la riqueza, la uniformidad y la heterogeneidad se consideran las principales dimensiones a lo largo de las cuales se puede medir la diversidad.
Como con todas las mediciones de diversidad, es esencial clasificar con precisión el alcance espacial y temporal de la observación. "Las definiciones tienden a volverse menos precisas a medida que aumenta la complejidad del tema y se amplían las escalas espaciales y temporales asociadas". La biodiversidad en sí misma no es un concepto único, sino que se puede dividir en varias escalas (p. ej., diversidad de ecosistemas frente a diversidad de hábitats, o incluso biodiversidad frente a diversidad de hábitats) o diferentes subcategorías (p. ej., diversidad filogenética, diversidad de especies, diversidad genética, diversidad de nucleótidos). La cuestión de la pérdida neta en regiones confinadas es a menudo un tema de debate, pero generalmente se cree que los tiempos de observación más largos son beneficiosos para las estimaciones de pérdidas.
Para comparar tasas entre diferentes regiones geográficas, también se deben considerar los gradientes latitudinales en la diversidad de especies.
En 2006, muchas más especies fueron clasificadas formalmente como raras, en peligro o amenazadas; además, los científicos han estimado que millones de especies más están en riesgo y que no han sido reconocidas formalmente.
En 2021, alrededor del 28% de las 134 400 especies evaluadas utilizando los criterios de la Lista Roja de la UICN figuran como amenazadas de extinción: un total de 37 400 especies en comparación con 16 119 especies amenazadas en 2006.

## Causas
La biodiversidad se define comúnmente como la variedad de vida en la Tierra en todas sus formas, incluida la diversidad de especies, sus variaciones genéticas y la interacción de estas formas de vida. Sin embargo, desde finales del siglo XX, la pérdida de biodiversidad causada por el comportamiento humano ha causado impactos más severos y duraderos. Los principales científicos y el histórico Informe de Evaluación Global sobre Biodiversidad y Servicios de los Ecosistemas del IPBES afirman que el crecimiento de la población humana y el consumo excesivo son los factores principales de esta disminución en biodiversidad. Los impulsores humanos de la pérdida de biodiversidad incluyen la alteración del hábitat, la contaminación y la sobreexplotación de los recursos naturales.
| Causas pérdida de biodiversidad                 | Causas pérdida de biodiversidad | Causas pérdida de biodiversidad | Causas pérdida de biodiversidad | Causas pérdida de biodiversidad | Causas pérdida de biodiversidad | Causas pérdida de biodiversidad |
| Causas directas                                 | Causas indirectas | Causas indirectas | Causas indirectas | Causas indirectas | Causas indirectas |                                 |
| Causas directas                                 | Factores económicos | Factores tecnológicos | Factores demográficos | Factores institucionales | Factores culturales |                                 |
| ----------------------------------------------- | --- | --- | --- | --- | --- | ------------------------------- |
| Cambio de uso de suelo                          | - Ganadería → ganancias a corto plazo sin mucha inversión. - Interés de las inmobiliarias por conseguir terrenos e incrementar sus ganancias.                 | - Creación de carreteras que abren espacio en zonas forestales para el establecimiento de asentamientos humanos, agricultura, ganadería, etc. | - Migración y la división en múltiples hogares nucleares. - Aumento en la urbanización.                                                             | - Subsidios para la construcción de caminos. - Políticas fiscales y subvenciones que apoyan la expansión ganadera. - Proyectos de migración y colonización de zonas forestales. - Planes de titulación sobre tierras que fueron taladas y ocupada.                                                                                           | |                                 |
| Cambio Climático                                | - Rentabilidad de la actividad industrial y ganadera, así como la producción de combustibles fósiles para transporte.                                         | - Alto desarrollo y dependencia de tecnologías basadas en los combustibles fósiles directa e indirectamente.                                  | - Aumento de la población con el consecuente incremento en la demanda de productos y servicios con una alta emisión de gases de efecto invernadero. | - Grandes subsidios para la ganadería y el uso de combustibles fósiles, comparados con el poco apoyo a las energías renovables. - Las políticas públicas con modelos de ciudad que priorizan a los automóviles frente otras formas de transporte.                                                                                            | - Percepción positiva y necesaria del consumo de carne y alimentos de origen animal, así como del uso de automóviles y el alto uso de aparatos basados electrónicos.                                                                  |                                 |
| Explotación y tráfico de especies               | - Alto valor comercial de la caza furtiva que genera un incentivo perverso como alternativa económica, particularmente para personas en situación de pobreza. | | | - Falta de regulación y vigilancia dentro de los países (pues CITES solo aplica a nivel internacional). - Altos niveles de corrupción. - Falta de regulación en granjas de vida silvestre, operaciones de cría en cautiverio, e inclusive los zoológicos los cuales pueden participar en el tráfico de vida silvestre adquirida ilegalmente. | - Búsqueda de estatus social y creencias sobre valor medicinal del consumo de especies silvestres. - Visión dominante sobre los demás animales como medios, objetos y propiedades útiles para la satisfacción de necesidades humanas. |                                 |
| Especies invasoras                              | - Introducción de especies con fines productivos y comerciales.                                                                                               | - Aumento en las vías de transporte intercontinental (marítimo, terrestre y aéreo): mayor intercambio de especies voluntario y accidental.    | - Aumento en la movilidad de la población humana por el desarrollo de transportes.                                                                  | - Falta de regulaciones estrictas y protocolos de prevención frente a la introducción voluntaria e involuntaria de especies a diversos niveles (local, regional, nacional). - Falta de regulación sobre las especies consideradas “mascota”. - Permisividad respecto a la compra/venta de animales domésticos y silvestres.                  | Compra/venta de "mascotas" silvestres y domésticas que son abandonadas. |                                 |
| Alteración de los ciclos de Nitrógeno y Fósforo | - Rentabilidad de la industria, actividad agrícola (mayormente destinada a pasturas), ganadera y el sector automotor.                                         | - Alta disponibilidad de fertilizantes sintéticos nitrogenados.                                                                               | - Aumento de población humana que demanda un mayor consumo de productos provenientes de la agricultura, ganadería e industria.                      | - Subsidios a fertilizantes sintéticos. | - Malas prácticas en la dosificación y aplicación de fertilizantes y otros agroquímicos. - Producción extensiva de forrajes y granos para explotación ganadera masiva.                                                                |                                 |

### Cambio en el uso de la tierra

El Índice de Integridad del Paisaje Forestal mide anualmente la modificación antropogénica global en los bosques restantes. 0 = Masivas modificaciones; 10= Menor cantidad de alteraciones.

Ejemplos de cambios en el uso de la tierra incluyen la deforestación, el monocultivo intensivo y la urbanización.
El Informe de evaluación global sobre biodiversidad y servicios de los ecosistemas de IPBES de 2019 afirma que la agricultura industrial es el principal impulsor del colapso de la biodiversidad. El Global Biodiversity Outlook 2014 de la ONU estima que el 70% de la pérdida proyectada de biodiversidad terrestre es causada por el uso de la agricultura. Además, más de un tercio de la superficie terrestre del planeta se utiliza para cultivos y pastoreo de ganado. La agricultura destruye la biodiversidad al convertir los hábitats naturales en sistemas gestionados intensamente y al liberar contaminantes, incluidos los gases de efecto invernadero. Las cadenas de valor alimentarias amplifican aún más los impactos, siendo este efecto exacerbado a través del uso de energía, el transporte y los desechos. Los efectos directos del crecimiento urbano sobre la pérdida de hábitat han sido bien caracterizados: la construcción de infraestructura a menudo resulta en la destrucción y fragmentación del hábitat. El aumento de la urbanización reduce en gran medida la biodiversidad cuando se fragmentan grandes áreas de hábitat natural, lo que lleva a la alteración de los procesos de selección de especies, haciendo que muchas se deban adaptar a los entornos urbanos o deban alejarse de estas zonas urbanizadas. Al crecer los grandes parches de suelo alterados, los pequeños parches de hábitat no pueden soportar el mismo nivel de diversidad genética o taxonómica que antes, mientras que algunas de las especies más sensibles pueden extinguirse localmente. Las especies con poblaciones abundantes se reducen debido a las pequeñas áreas fragmentadas, lo que provoca un aumento del aislamiento de las especies y las obliga a dirigirse a los hábitats de borde y a adaptarse a la búsqueda de alimento en otros lugares. La fragmentación del hábitat provocada por el hombre tiende a crear barreras que dificultan la dispersión, lo que impide que las especies se muevan con su nicho ideal a medida que esta se desplaza a causa de alteraciones como por ejemplo el cambio climático. Si bien los efectos negativos de la fragmentación tienden a ser bien conocidos, el riesgo de fragmentación tiende a tener efectos menores sobre la biodiversidad e incluso puede cambiar y fortalecer ciertas relaciones entre especies.
Según un estudio de 2020 publicado en Nature Sustainability, más de 17 000 especies corren el riesgo de perder su hábitat para 2050 a medida que la agricultura continúa expandiéndose para satisfacer las futuras necesidades alimentarias. Los investigadores sugieren que una mayor eficiencia agrícola en los países en vías de  desarrollo así como el transicionar a gran escala poblacional hacia dietas basadas en plantas podrían ayudar a reducir la pérdida de hábitat. De manera similar, un informe de Chatham House también postuló que un cambio global hacia dietas basadas principalmente en plantas liberaría suficiente suelo como para permitir la restauración de ecosistemas y biodiversidad, porque en la década de 2010 más del 80% de todas las tierras agrícolas del mundo se usaban para criar animales. Un estudio de 2022 publicado en Science concluyó que al menos 64 millones de kilómetros cuadrados, el 44% de la superficie terrestre, requieren atención en materia de conservación (desde áreas protegidas hasta políticas de uso del suelo) para asegurar importantes zonas de biodiversidad, áreas ecológicamente intactas y ubicaciones óptimas para la representación de rangos de especies y ecorregiones.

### Contaminación

#### Contaminación del aire

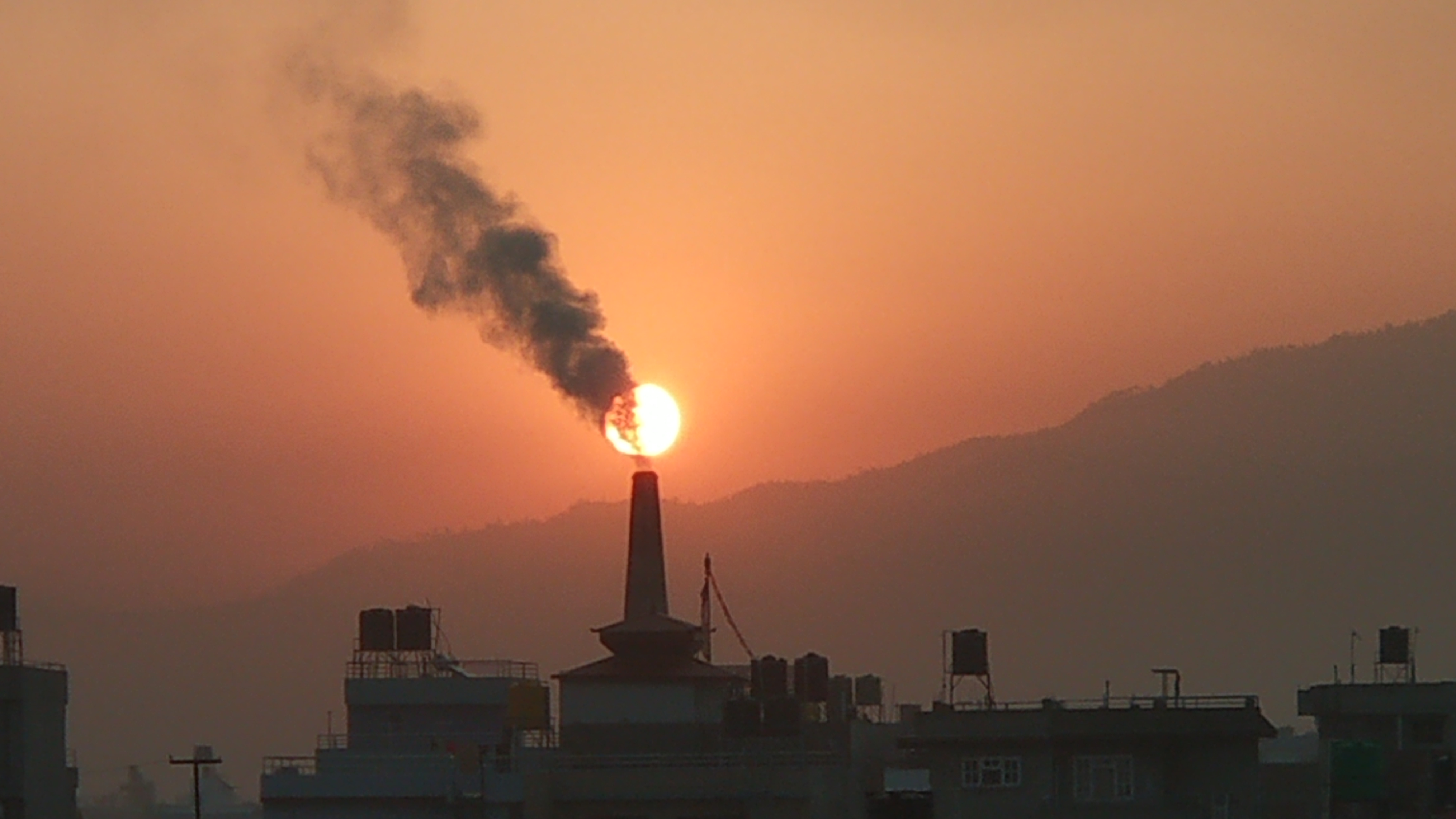
Procesos industriales que contribuyen a la contaminación del aire a través de la emisión de dióxido de carbono, dióxido de azufre y óxido nitroso.

Cuatro gases de efecto invernadero que se estudian y controlan comúnmente son el vapor de agua, el dióxido de carbono, el metano y el óxido nitroso. En los últimos 250 años, las concentraciones de dióxido de carbono y metano han aumentado, junto con la introducción de emisiones puramente antropogénicas como hidrofluorocarbonos, perfluorocarbonos y hexafluoruro de azufre en la atmósfera. Estos contaminantes son emitidos a la atmósfera por la quema de combustibles fósiles y biomasa, la deforestación y las prácticas agrícolas que amplifican los efectos del cambio climático. A medida que se liberan mayores concentraciones de gases de efecto invernadero a la atmósfera, la temperatura de la superficie de la Tierra aumenta. Esto se debe a que los gases de efecto invernadero son capaces de absorber, emitir y atrapar el calor del Sol que ingresa a la atmósfera terrestre. Con el aumento de la temperatura esperado por el aumento de los gases de efecto invernadero, se pronostican mayores niveles de contaminación del aire, mayor variabilidad en los patrones climáticos, intensificación de los efectos del cambio climático y cambios en la distribución de la vegetación en el paisaje.
Otros contaminantes que se liberan de la actividad industrial y agrícola son el dióxido de azufre y los óxidos de nitrógeno. Una vez que el dióxido de azufre y el óxido de nitrógeno se introducen en la atmósfera, pueden reaccionar con gotas de nubes (núcleos de condensación de nubes), gotas de lluvia o copos de nieve, formando ácido sulfúrico y ácido nítrico. Con la interacción entre las gotas de agua y los ácidos sulfúrico y nítrico, se produce una deposición húmeda y crea lluvia ácida. Como resultado, estos ácidos serían desplazados hacia diversos ambientes y vegetación durante la precipitación, teniendo una distancia aérea significativa (cientos de kilómetros) desde la fuente de emisión. El dióxido de azufre y el óxido de nitrógeno también se pueden desplazar sobre la vegetación a través de la deposición seca.
La concentración de dióxido de azufre y óxido nitroso tiene muchas implicaciones en los ecosistemas acuáticos, incluido el cambio de acidez, el aumento del contenido de nitrógeno y aluminio y la alteración de los procesos biogeoquímicos. Por lo general, el dióxido de azufre y el óxido nitroso no tienen efectos fisiológicos directos luego de que un organismo sea expuesto a estos; la mayoría de los efectos se desarrollan por acumulación y exposición prolongada de estos gases en el ambiente, modificando la química del suelo y del agua. En consecuencia, el azufre contribuye en gran medida a la acidificación de lagos y océanos, y el nitrógeno inicia la eutrofización de los cuerpos de agua continentales y costeros que carecen de nitrógeno. Ambos fenómenos alteran la composición de la biota acuática nativa e influyen en la red alimentaria original con un mayor nivel de acidez, minimizando la biodiversidad acuática y marina.
La deposición de nitrógeno también ha afectado a los ecosistemas terrestres, incluidos los bosques, las praderas, las regiones alpinas y las ciénagas. La entrada de nitrógeno ha alterado el ciclo biogeoquímico natural y promovido la acidificación del suelo. Como resultado, es probable que la composición de especies de plantas y animales y la funcionalidad del ecosistema disminuyan producto de una mayor sensibilidad del suelo: contribuyen a un crecimiento forestal más lento, se produce un daño a los árboles en elevaciones más altas y conlleva al reemplazo de la biota nativa con especies amantes del nitrógeno. Además, el sulfato y el nitrato pueden lixiviarse del suelo, eliminando nutrientes esenciales como el calcio y el magnesio, y depositarse en ambientes de agua dulce, costeros y oceánicos, promoviendo la eutrofización.

#### Contaminación acústica
El ruido generado por el tráfico, los barcos, los vehículos y las aeronaves puede afectar la capacidad de supervivencia de las especies de vida silvestre y puede generar efectos negativos en hábitats no perturbados. Aunque los sonidos están comúnmente presentes en el ambiente, los ruidos antropogénicos se distinguen debido a las diferencias en frecuencia y amplitud. Muchos animales usan sonidos para comunicarse con otros individuos de su especie, ya sea con fines de reproducción, navegación o para notificar a otros sobre presas o depredadores. Sin embargo, los ruidos antropogénicos impiden que las especies detecten estos sonidos, lo que afecta la comunicación general dentro de la población. Especies como aves, anfibios, reptiles, peces, mamíferos e invertebrados son ejemplos de grupos biológicos que se ven afectados por la contaminación acústica. Si los animales no pueden comunicarse entre sí, esto daría como resultado una disminución de la reproducción (no poder encontrar pareja) y una mayor mortalidad (falta de comunicación para la detección de depredadores).
La contaminación acústica es común en los ecosistemas marinos y afecta al menos a 55 especies marinas. Para muchas poblaciones marinas, el sonido es su principal sentido utilizado para su supervivencia; capaz de detectar sonido a cientos o miles de kilómetros de distancia de una fuente, mientras que la visión se limita a decenas de metros bajo el agua. A medida que los ruidos antropogénicos continúan aumentando al doble por cada década, se compromete la capacidad de supervivencia de las especies marinas. Un estudio descubrió que a medida que aumentan los ruidos sísmicos y el sonar naval en los ecosistemas marinos, la diversidad de cetáceos, como ballenas y delfines, disminuye. La contaminación acústica también ha afectado la audición de los peces, ha matado y aislado a las poblaciones de ballenas, ha intensificado la respuesta al estrés en las especies marinas y ha cambiado la fisiología de las especies. Debido a que las especies marinas son sensibles al ruido, la mayoría de la vida silvestre marina se encuentra en hábitats no perturbados o en áreas que no están expuestas a un ruido antropogénico significativo, lo que limita los hábitats adecuados para el forrajeo y el apareamiento. Las ballenas han cambiado su ruta de migración para evitar el ruido antropogénico, además de alterar sus llamadas. La contaminación acústica también afecta el sustento humano. Múltiples estudios han notado que se han observado menos peces, como bacalao, eglefino, pez roca, arenque, foca de arena y bacaladilla, en áreas con ruidos sísmicos, con tasas de captura que disminuyen entre un 40% y un 80%.
La contaminación acústica también ha alterado las comunidades y la diversidad de aves. Los ruidos antropogénicos tienen un efecto similar en la población de aves como se ve en los ecosistemas marinos, donde los ruidos reducen el éxito reproductivo, además no pueden detectar depredadores debido a las interferencias de los ruidos antropogénicos, deben minimizar las áreas de anidación, aumentan su respuesta al estrés y disminuye la abundancia y riqueza de especies. Ciertas especies de aves son más sensibles a los ruidos en comparación con otras, lo que hace que las aves altamente sensibles migren a hábitats menos perturbados. También existe evidencia de efectos positivos indirectos de los ruidos antropogénicos en las poblaciones de aves. En un estudio publicado en 2009, los depredadores de aves que anidan, como el arrendajo occidental (Aphelocoma californica), eran poco comunes en ambientes ruidosos (el arrendajo occidental es sensible al ruido). Por lo tanto, el éxito reproductivo de las comunidades de presas anidadoras fue mayor debido a la falta de depredadores. Este fenómeno expresa la alteración a las dinámicas de poblaciones entre presa y depredador expresadas por las ecuaciones de Lotka-Volterra.

#### Acidificación del océano
Este fenómeno ocurre debido a que el incremento de CO2 en el océano disminuye los niveles de pH de la superficie marina, aumentando su acidez. Desde los tiempos preindustriales, el pH en la superficie del océano ha disminuido alrededor de 0.1 unidades de pH (lo cual corresponde a un aumento del 30% en la concentración de iones de hidrógeno y una disminución del 16% en las concentraciones de carbonato).
La acidificación afecta a múltiples organismos con estructuras de carbonato de calcio, cuyas conchas o esqueletos corren el riesgo de disolverse -como es el caso de los pterópodos, los arrecifes de coral y el plancton-, lo que a su vez afectaría las cadenas tróficas marinas. Con la disminución del pH, los arrecifes de coral están en peligro de ser expuestos a condiciones marginales, lo que podría ocasionar cambios sustanciales en la composición de especies, así como en la dinámica de los corales y otras comunidades de arrecifes. Por otra parte, al combinarse e interactuar la acidificación del océano y el calentamiento global, disminuyen la productividad en los arrecifes de coral.

### Especies invasoras
Las especies invasoras tienen importantes implicaciones en la pérdida de biodiversidad ya que han degradado varios ecosistemas en todo el mundo. Las especies invasoras son especies migratorias que han superado y desplazado a las especies nativas, alterado la riqueza de especies y las redes alimentarias, además de cambiar las funciones y servicios de los ecosistemas. Las especies invasoras se introducen en un nuevo hábitat, ya sea intencionalmente o no, por las actividades humanas. Los métodos más comunes para la introducción de especies invasoras acuáticas son por agua de lastre, en los cascos de los barcos y adheridos a equipos como redes de pesca. Según la Evaluación de los Ecosistemas del Milenio, las especies invasoras se consideran uno de los cinco principales factores que provocan la pérdida de biodiversidad. En el último medio siglo, las invasiones biológicas han aumentado enormemente en todo el mundo debido a la globalización económica, que conlleva a la pérdida de biodiversidad. Los ecosistemas que son vulnerables a las invasiones biológicas incluyen áreas costeras, ecosistemas de agua dulce, islas y lugares con clima mediterráneo. Un estudio realizó un metanálisis sobre los impactos de las especies invasoras en los ecosistemas de tipo mediterráneo y observó una pérdida significativa en la riqueza de especies nativas.
El calentamiento global ha cambiado las condiciones típicas en varios ambientes, permitiendo una mayor migración y distribución de especies dependientes del climas cálidos. Este fenómeno podría dar como resultado una mayor biodiversidad (introducción de nuevas especies en nuevos entornos) o una reducción de la biodiversidad (promoción de especies invasoras). Una invasión biológica se considera exitosa si la especie invasora puede adaptarse y sobrevivir en el nuevo entorno,así como  reproducirse, dispersarse y competir con las comunidades nativas Se sabe que algunas especies invasoras tienen altas tasas de dispersión y tienen importantes implicaciones a escala regional. Por ejemplo, en 2010, se identificó que la rata almizclera,el perro mapache, los trips y el cangrejo chino han afectado de 20 a 50 regiones de Europa.
Las especies invasoras pueden convertirse en cargas financieras para muchos países. Debido a la degradación ecológica causada por especies invasoras, esto puede alterar la funcionalidad y reducir los servicios que brindan los ecosistemas. También se esperan costos adicionales para controlar la propagación de la invasión biológica, mitigar impactos adicionales y restaurar los ecosistemas. Por ejemplo, el costo de los daños causados por 79 especies invasoras entre 1906 y 1991 en los Estados Unidos se ha estimado en US$120 mil millones. En China, las especies invasoras han reducido el producto interno bruto (PIB) del país en un 1,36 % anual. El manejo de la invasión biológica también puede ser costoso. En Australia, el gasto para monitorear, controlar, manejar e investigar especies de malezas invasoras fue de aproximadamente 116,4 millones de dólares australianos por año, con costos pagados por el gobierno central y local. En algunas situaciones, las especies invasoras pueden tener beneficios, como retornos económicos. Por ejemplo, los árboles invasores se pueden talar para la silvicultura comercial. Sin embargo, en la mayoría de los casos, los beneficios económicos son mucho menores que el costo causado por la invasión biológica.
Las especies invasoras no solo han causado daños ecológicos y pérdidas económicas, sino que también pueden afectar la salud humana. Con la alteración de la funcionalidad de los ecosistemas (debido a la homogeneización de las comunidades de biota), las especies invasoras han tenido efectos negativos en el bienestar humano, lo que incluye una menor disponibilidad de recursos, la propagación desenfrenada de enfermedades humanas, y la alteración de actividades recreativas, educativas y turísticas. Con respecto a la salud humana, las especies exóticas han dado lugar a que surjan casos de zoonosis, alergias y daños en la piel. Otras enfermedades similares que las especies invasoras han causado incluyen el virus de la inmunodeficiencia humana (VIH), la viruela del mono, el síndrome respiratorio agudo severo (SARS) y el COVID-19.

### Sobreexplotación

#### Combustible fósil
Debido a la dependencia y las demandas humanas, los combustibles fósiles siguen siendo la fuente de energía dominante a nivel mundial; en Estados Unidos y otros países, aproximadamente el 78% de la producción de energía proviene de combustibles fósiles. La extracción, el procesamiento y la quema de combustibles fósiles impactan indirectamente en la pérdida de biodiversidad al contribuir al cambio climático, mientras causan directamente la destrucción y contaminación de hábitats. En los sitios de extracción de combustibles fósiles, la conversión de la tierra, la pérdida y degradación del hábitat, la contaminación y la polución impactan la biodiversidad más allá de los ecosistemas terrestres; impacta los ambientes de agua dulce, costeros y marinos. Una vez que se han extraído los combustibles fósiles, se transportan, procesan y refinan, lo que también afecta la biodiversidad, ya que el desarrollo de infraestructura requiere la eliminación de hábitats y se emite más contaminación al medio ambiente. Por ejemplo, la construcción de carreteras, plataformas de pozos, tuberías, pozos de reserva, estanques de evaporación y líneas eléctricas conduce a la fragmentación del hábitat y la contaminación acústica.
La explotación de combustibles fósiles tiende a ocurrir en áreas con alta riqueza y abundancia de especies, generalmente ubicadas en ambientes costeros y terrestres. En un estudio se identificaron 181 posibles áreas de "alto riesgo" para la explotación de combustibles fósiles, que eran áreas que también albergaban altos niveles de biodiversidad. De los 181 lugares identificados, 156 de estos campos de alto riesgo no eran áreas protegidas, lo que indica que se podría perder más biodiversidad con la explotación de combustibles fósiles. Se predice que la exploración futura de combustibles fósiles ocurrirá en áreas con baja riqueza y rareza de especies, como los océanos y el Ártico. Sin embargo, esta predicción no se aplica a Asia Occidental, Asia-Pacífico, África, América del Sur y el Caribe, donde se espera que la explotación de combustibles fósiles y carbón ocurra en áreas con una gran riqueza de especies. Por ejemplo, se sabe que la Amazonía occidental (ubicada en Brasil) tiene una gran biodiversidad. Sin embargo, esta región también está amenazada por la explotación debido a la gran cantidad de yacimientos de petróleo y gas natural. Por lo general, las áreas con grandes reservas de combustibles fósiles tienen una mayor probabilidad de ser extraídas (según las prioridades del país). Los ambientes tropicales contienen altos niveles de biodiversidad, lo que indirectamente resultará en una mayor deforestación con fines agrícolas y ganancias financieras (p. ej., exportación de madera).

#### Sobrepesca

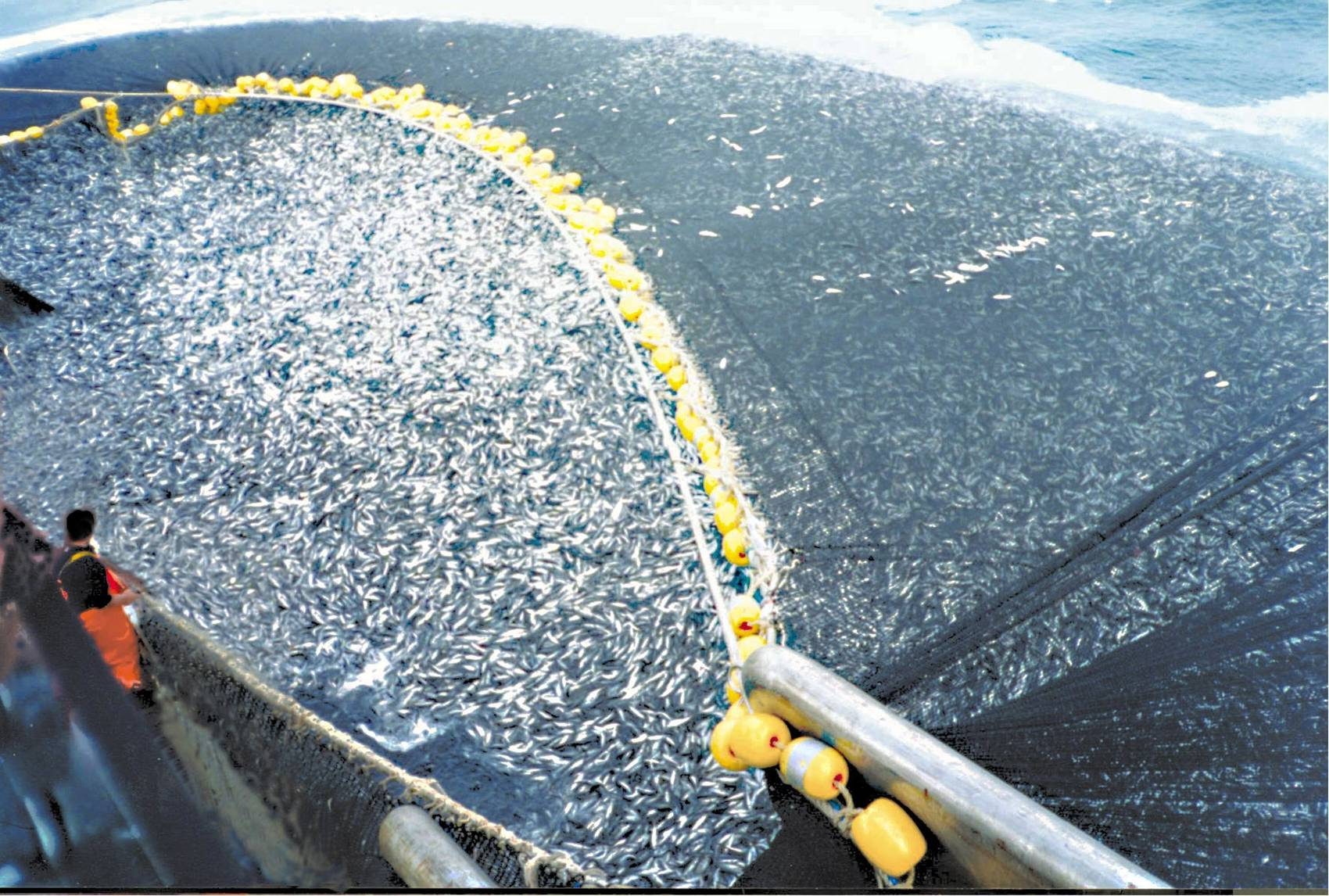
Pesca masiva de jurel del Pacífico (con posible captura incidental) con cerco chileno.

En el caso de las extinciones de fauna marina, el motor dominante de sus extinciones no es el cambio climático ni la acidificación subsecuente, sino la pesca realizada por los humanos. Por lo anterior, las especies de mayor tamaño son las más afectadas (con una probabilidad 13 veces mayor de estar bajo la amenaza de extinción), pues con ellas los pescadores obtienen mayores ganancias.
En 2020, la abundancia mundial de peces se ha reducido en un 38% en comparación con la población de peces en 1970. La reducción de las poblaciones mundiales de peces se notó por primera vez durante la década de 1990. Actualmente, muchos peces comerciales han sido sobreexplotados; aproximadamente el 27% de las poblaciones de peces explotadas en los Estados Unidos se clasifican como sobreexplotadas. En Tasmania, se observó que más del 50% de las principales especies pesqueras, como el pez gema del este, la langosta de roca del sur, el atún de aleta del sur, el jurel y el trompetista, han disminuido en los últimos 75 años debido a la sobrepesca.
Los métodos de pesca, como la pesca de arrastre de fondo, han causado la destrucción del hábitat, lo que ha resultado en una disminución de la diversidad espacial y la riqueza de especies regionales. Algunos estudios, incluido el informe de la Plataforma Intergubernamental de Ciencia y Política sobre Biodiversidad y Servicios de los Ecosistemas de 2019, encontraron que la sobrepesca es el principal impulsor de la extinción masiva de especies en los océanos. La sobrepesca ha reducido la biomasa de peces y mamíferos marinos en un 60% desde el siglo XIX, y actualmente está conduciendo a más de un tercio de los tiburones y rayas a la extinción.
Dado que la sobrepesca actúa como una de las mayores amenazas para la biodiversidad de los peces, existen muchos métodos para obtener peces. La sobrepesca se puede realizar mediante el uso de la pesca con palangre y la pesca de arrastre de fondo. Lo que causan estos métodos es un problema de captura incidental. El problema con la captura incidental es que hay una falta de aviso sobre qué especies se han capturado, muchas veces se captura un objetivo no deseado, se informan como "peces mixtos" o no se informan. Las especies no deseadas atrapadas en la captura incidental tienden a ser liberadas, pero es común que los peces capturados mueran mientras están en cautiverio o mueren después de ser liberados. Con una sobreexplotación de especies que se eliminan de su ecosistema, el nivel trófico se interrumpe, lo que a su vez altera la red alimentaria.

#### Tráfico ilegal de vida silvestre
La Oficina de Naciones Unidas contra la Droga y el Delito reportó que de 1999 a 2015 se realizaron 164,000 decomisos provenientes de 120 países, de 7,000 especies protegidas por la Convención sobre el Comercio Internacional de Especies Amenazadas de Fauna y Flora Silvestre. Principalmente de palo de rosa (35%), seguido de elefantes (18%), reptiles (9%), Madera de agar (6%), pangolín (5%), rinocerontes y tortugas marinas (3% cada uno), loros, grandes felinos, rapaces, tortugas —de tierra y de agua dulce— (2% cada uno); coral y esturión (1%). Lo anterior demuestra que el tráfico de especies es un problema mundial, que está masacrando poblaciones, tal es caso de los 100 000 elefantes asesinados de 2010 a 2012, y de la caza de rinocerontes en Sudáfrica que aumentó 8 000% entre 2007 y 2014.

### Cambio climático

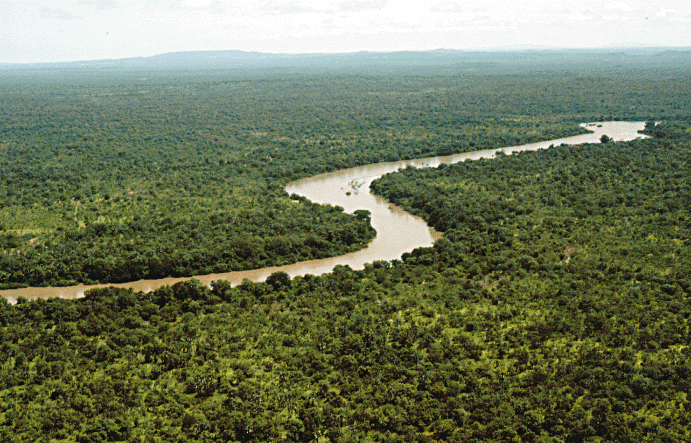
Los ecosistemas de selva tropical son ricos en biodiversidad. Este es el río Gambia en el Parque Nacional de Niokolo-Koba de Senegal.

El cambio climático ha afectado negativamente tanto a los ecosistemas terrestres como a los marinos, y se espera que afecte aún más a muchos ecosistemas, como la tundra, los manglares, los arrecifes de coral y las cuevas. El aumento de la temperatura global, la mayor frecuencia de fenómenos meteorológicos extremos y la subida del nivel del mar son algunos de los efectos del cambio climático que tendrán un impacto más significativo. Algunas de las posibles consecuencias de estos efectos son la disminución y extinción de especies, el cambio de comportamiento en los ecosistemas, el aumento de la prevalencia de especies invasoras, el cambio de los bosques como sumideros de carbono a fuentes de carbono, la acidificación de los océanos, la alteración del ciclo del agua y el aumento de los desastres naturales, entre otros.

#### Efecto sobre las plantas
El cambio climático es un cambio a largo plazo en los patrones meteorológicos medios que han llegado a definir los climas locales, regionales y globales de la Tierra. Estos cambios tienen una amplia gama de efectos observados que son sinónimos del término. El cambio climático es cualquier cambio significativo a largo plazo en el patrón esperado, ya sea debido a la variabilidad natural o como resultado de la actividad humana. La predicción de los efectos que tendrá el cambio climático en la biodiversidad vegetal puede realizarse mediante diversos modelos, aunque los más utilizados son los bioclimáticos.
Las condiciones ambientales desempeñan un papel clave en la definición de la función y la distribución geográfica de las plantas, en combinación con otros factores, modificando así los patrones de biodiversidad Se sabe que los cambios en las condiciones ambientales a largo plazo, que se pueden denominar colectivamente cambio climático, han tenido un enorme impacto en los patrones actuales de diversidad de las plantas; se esperan más impactos en el futuro. Se prevé que el cambio climático seguirá siendo uno de los principales impulsores de los patrones de biodiversidad en el futuro. La acción humana está desencadenando actualmente la sexta gran extinción masiva que ha visto nuestra Tierra, cambiando la distribución y abundancia de muchas plantas.
Además, las barreras de pre-especies para las plantas también son los efectos indirectos del cambio climático debido a las actividades humanas. Primero, como se mencionó anteriormente, la reducción en la cantidad de aves e insectos utilizados para ayudar a polinizar las plantas reducirá la posibilidad de apareamiento entre plantas. En segundo lugar, las temporadas prolongadas de clima de incendios pueden resultar en condiciones de quema más severas e intervalos de quema más cortos, lo que puede amenazar la biodiversidad de la vegetación nativa. Además, los cambios de hábitat de las especies o las migraciones bajo condiciones climáticas cambiantes pueden causar que las plantas no nativas y las plagas causen daños a la diversidad de la vegetación nativa, haciéndolas menos funcionales estructuralmente y más vulnerables al daño externo, lo que finalmente conduciría a la pérdida de biodiversidad.
Las poblaciones de plantas y animales están interconectadas. Hay una serie de ejemplos en la naturaleza que muestran esta dependencia. Considere las especies de plantas dependientes de los polinizadores que muestran una sensibilidad observable a la actividad de los polinizadores. Un estudio de 2007 analizó la relación entre la diversidad de plantas y la fenología, y determinó experimentalmente que la diversidad de plantas influía en el tiempo de floración de la comunidad en general. El tiempo de floración es una pieza importante en el rompecabezas de la polinización, ya que afecta el suministro de alimentos para los polinizadores. Esto, a su vez, puede desempeñar un papel importante en las actividades agrícolas y la seguridad alimentaria mundial.
Si bien las plantas son esenciales para la supervivencia humana, no han recibido la misma atención como objeto de los esfuerzos de conservación que los animales. Se estima que un tercio de todas las especies de plantas terrestres están en peligro de extinción y el 94% aún no se ha evaluado en términos de su estado de conservación. Las plantas que existen en el nivel trófico más bajo muestran la necesidad de un esfuerzo activo para la conservación de las plantas, ya que esto hará que todos los niveles más altos reduzcan la biodiversidad junto con la reducción de la biodiversidad de las plantas.

#### Efectos sobre los macroinvertebrados y microbios acuáticos
Muchos científicos han estudiado los efectos del cambio climático en las estructuras comunitarias y los comportamientos de los macroinvertebrados y microbios acuáticos, que son la base principal del ciclo de nutrientes en los sistemas acuáticos. Estos organismos son responsables de descomponer la materia orgánica en carbono y nutrientes esenciales que se reciclan en todo el sistema y mantienen la salud y la producción de todo el hábitat. Sin embargo, ha habido numerosos estudios (a través del calentamiento experimental) que han mostrado aumentos en la respiración microbiana de carbono fuera del sistema, con una disminución simultánea en la descomposición de la hojarasca causada por macroinvertebrados sensibles a la temperatura. Dado que se espera que las temperaturas aumenten en gran medida debido a la influencia antropogénica, la abundancia, el tipo y la eficiencia de los macroinvertebrados y los organismos microbianos en los sistemas acuáticos probablemente se verán drásticamente alterados.

### Causas indirectas

DPSIR: impulsores, presiones, estado, impacto y modelo de respuesta de intervención

Las afectaciones a la biodiversidad pueden enmarcarse en el Antropoceno, actual era geológica en la cual la especie humana es quien determina los procesos fundamentales de la biósfera, conduciendo así al cambio ambiental global. Prácticamente todos los aspectos del cambio global son causados primordialmente por el rápido crecimiento de la población humana y el incremento en el consumo de recursos per cápita. Este último es impulsado en gran medida por la lógica del sistema capitalista que constantemente busca crear mercancías para acumular riqueza, ya sea resolviendo necesidades básicas e histórico-sociales existentes o creando nuevas, sin importar los costos ambientales y la injusticia que represente hacia otros animales y especies.
Los principales factores del estrés biótico y la tasa de pérdida acelerada resultante son, entre otras amenazas:
1. Pérdida y degradación del hábitat
Se ha identificado que la intensificación del uso de la tierra (y la consiguiente pérdida de tierra/pérdida de hábitat) es un factor importante en la pérdida de servicios ecológicos debido a los efectos directos, así como a la pérdida de biodiversidad.[131]
Los principales factores que conducen al cambio de uso de suelo y fragmentación del hábitat son la ganadería y agricultura, las desarrolladoras inmobiliarias y constructoras de carreteras.[132][23][133]
2. El cambio climático a través del estrés por calor y estrés por sequía.
3. Carga excesiva de nutrientes y otras formas de contaminación.
4. Sobreexplotación y uso insostenible de recursos naturales (por ejemplo, métodos de pesca insostenibles)
A 2006 el ser humano utilizó un 25% más de recursos naturales que el planeta puede regenerar anualmente, y este número se ha mantenido al alza.[134] Con el ritmo de consumo de Reino Unido de 2022, la especie humana necesitaría 2,6 planetas Tierra para proporcionar suficientes recursos a la población mundial. El consumo humano ahora requiere los recursos naturales de 1,75 planetas Tierra en lugar de uno solo, y la mitad de esto es solo para alimentos.[135]
Vale la pena señalar que el consumo de alimentos de origen animal (y por tanto la ganadería y la pesca) es el principal causante de las extinciones de especies modernas,[136] por ser el mayor conductor de pérdida de hábitat, la principal causa de cambio climático, pérdida de suelo, sobrepesca, sedimentación de áreas costeras, facilitación de invasiones de especies exóticas,[137] contaminación de agua[138] y disminución de los grandes depredadores[139] y de los herbívoros silvestres.[140]
5. Los conflictos armados, que trastornan los medios de subsistencia y las instituciones humanas, contribuyen a la pérdida de hábitats e intensifican la sobreexplotación de especies económicamente valiosas, lo que provoca la disminución de la población y la extinción local.[141]
6. Especies exóticas invasoras que compiten efectivamente por un nicho, reemplazando a las especies autóctonas.[142]
7. Los aumentos drásticos en la población humana han afectado en gran medida la capacidad de la Tierra para proporcionar los recursos adecuados para todas las formas de vida.[143] Informes recientes de la Lista Roja de la UICN indican que el 41 % de los anfibios, el 14 % de las aves y el 26 % de las especies de mamíferos están actualmente en peligro de extinción.[16]
8. Generación de energía eléctrica, desarrollo de la industria y el transporte.[144]
9. Explotación de especies/tráfico ilegal de vida silvestre: con fines alimenticios, medicinales, deportivos, cosméticos, de entretenimiento, de ornato, de vestimenta, como bienes suntuarios[98] y aspectos religiosos.[31]

## Tipos de pérdida

### Pérdida de riqueza de especies terrestres
Los seres humanos han alterado la riqueza vegetal en los paisajes regionales de todo el mundo, transformando más del 75 % de los biomas terrestres en "biomas antropogénicos". Esto se ve a través de la pérdida de especies nativas reemplazadas y superadas por la agricultura. Los modelos indican que aproximadamente la mitad de la biosfera ha visto un "cambio antropogénico neto sustancial" en la riqueza de especies.

#### Pérdida de invertebrados terrestres
En 2017, varias publicaciones describieron la drástica reducción en la biomasa absoluta de insectos y el número de especies en Alemania y América del Norte durante un período de 27 años. Como posibles razones del descenso, los autores destacan los neonicotinoides y otros agroquímicos. Un trabajo publicado durante 2017 en PLOS One concluye que "la disminución generalizada de la biomasa de insectos es alarmante".
Por ejemplo, la disminución crítica de las lombrices de tierra (más del 80% en promedio) se ha registrado bajo prácticas agrícolas no ecológicas. Las lombrices juegan un papel importante en la función del ecosistema. Por ejemplo, ayudan con el procesamiento biológico en el suelo, el agua e incluso el equilibrio de gases de efecto invernadero. Se dice que la disminución de las poblaciones de lombrices de tierra se debe a cinco razones; degradación del suelo y destrucción del hábitat, cambio climático, invasión biológica de especies no autóctonas, mala gestión del suelo y carga de contaminantes. Factores como las prácticas de labranza y el uso intensivo de la tierra diezman el suelo y las raíces de las plantas que las lombrices de tierra usan para crear su biomasa, lo que provoca que los ciclos de carbono y nitrógeno se vean afectados negativamente. El conocimiento de la diversidad de especies de lombrices de tierra es bastante limitado ya que ni siquiera el 50% de ellas han sido descritas. Se deben realizar más estudios sobre las lombrices de tierra y cómo brindan sus servicios ecosistémicos para obtener una mejor comprensión de cómo preservar su diversidad. Debido a la disminución de las poblaciones de lombrices de tierra, la Secretaría del Convenio sobre la Diversidad Biológica ha tomado medidas que promueven la restauración y el mantenimiento de las muchas especies diversas de lombrices de tierra.

#### Pérdida de aves
Ciertos tipos de pesticidas, los neonicotinoides, probablemente contribuyan al declive de ciertas especies de aves. Un estudio financiado por BirdLife International confirma que 51 especies de aves se encuentran en peligro crítico y 8 podrían clasificarse como extintas o en peligro de extinción. Casi el 30% de la extinción se debe a la caza y captura para el comercio de mascotas exóticas. La deforestación, causada por la tala y la agricultura insostenibles, podría ser el próximo factor de extinción, porque las aves pierden su hábitat y su alimento. La bióloga Luisa Arnedo decía: “en cuanto se acaba el hábitat, se acaban ellos también”.
Dentro de la selva amazónica existe una zona llamada Belém que puede ser descrita como de alto nivel de  endemismo. Sin embargo, en Belém el 76% de la tierra ya ha sido despojada de sus recursos naturales, incluidos los árboles del bosque. Dentro del área las especies de aves están fuertemente afectadas por la deforestación, por haber sido puestas en esa situación el 56% de las aves se encuentran ahora en peligro de extinción. Con el cambio climático y su hábitat, la población de aves seguirá disminuyendo. Incluso con áreas protegidas de tierra, la eficiencia en la que se conservan las aves es baja.
La caza y captura de aves modernas es una práctica común en América del Sur. Algunas culturas en Brasil fomentan la caza y captura de aves por razones comerciales. Algunas razones incluyen vender aves silvestres como mascotas, criar aves y vender crías, vender aves como alimento y venderlas con fines religiosos y medicinales.
Otra amenaza cada vez más abundante para las poblaciones de aves son las colisiones y electrocuciones por tendidos eléctricos. Las especies migratorias corren un mayor riesgo de accidentes por colisión y cada año mueren hasta mil millones de aves debido a colisiones con edificios en los Estados Unidos.

### Pérdida de riqueza de especies acuáticas

#### Pérdida de especies de agua dulce
Los ecosistemas de agua dulce que van desde pantanos, deltas y ríos constituyen hasta el 1% de la superficie terrestre. Aunque constituyen una proporción tan pequeña de la tierra, los ecosistemas de agua dulce son importantes porque este tipo de hábitats albergan aproximadamente un tercio de las especies de vertebrados. Las especies de agua dulce están comenzando a disminuir al doble de la tasa de otras especies, como las que se encuentran en la tierra o dentro del océano, esta rápida pérdida ya ha colocado al 27% de las 29,500 especies que dependen del agua dulce en la Lista Roja de la UICN. La disminución tan rápida de las especies de agua dulce se debe a los sistemas deficientes existentes que no brindan ninguna protección a su biodiversidad.
Un estudio realizado por 16 organizaciones mundiales de conservación encontró que la crisis de la biodiversidad es más aguda en los ecosistemas de agua dulce, con una tasa de disminución del doble que la de los océanos y los bosques. Las poblaciones mundiales de peces de agua dulce están colapsando debido a impactos antropogénicos como la contaminación y la sobrepesca. Las poblaciones de peces migratorios han disminuido en un 76% desde 1970, y las poblaciones de grandes "megapeces" han disminuido en un 94% con 16 especies declaradas extintas en 2020.

#### Pérdida de riqueza de especies marinas
La biodiversidad marina abarca cualquier organismo vivo que reside en el océano y describe varias relaciones complejas dentro de los ecosistemas marinos. A escala local y regional, las comunidades marinas se comprenden mejor que los ecosistemas marinos a escala mundial. En 2018, se estimó que se han documentado aproximadamente 240.000 especies marinas. Según esta predicción, el descubrimiento de especies marinas totales oscila entre el 11% y el 78% debido a las incertidumbres sobre la biodiversidad marina mundial. Sin embargo, el número de especies marinas descritas sigue siendo bajo en comparación con las especies terrestres debido a varios factores, que incluyen la asignación de diferentes nombres para la misma especie y una clasificación taxonómica insuficiente. Es probable que muchas especies indocumentadas ya hayan desaparecido. Debido a que no se han descrito todas las especies marinas, es difícil proporcionar una estimación precisa de la extinción global en los ecosistemas marinos. Como resultado, la abundancia de especies marinas sigue siendo incierta, con estimaciones que oscilan entre 178 000 y 10 millones de especies oceánicas.
Con la presión antropogénica, esto da como resultado que las actividades humanas tengan las mayores influencias en la biodiversidad marina, siendo los principales impulsores de la extinción global la pérdida de hábitat, la contaminación, las especies invasoras y la sobreexplotación. Se ejerce una mayor presión sobre los ecosistemas marinos con asentamientos humanos cerca de las zonas costeras. Otros factores indirectos que han resultado en la disminución de las especies marinas incluyen el cambio climático y el cambio en la bioquímica oceánica.
La sobreexplotación ha resultado en la extinción de más de 20 especies marinas descritas, que incluyen aves marinas, mamíferos marinos, algas y peces. Ejemplos de especies marinas extintas incluyen la vaca marina de Steller (Hydrodamalis gigas) y la foca monje del Caribe (Monachus tropicalis). Sin embargo, no todas las extinciones se deben a los humanos. Por ejemplo, en 1930, la lapa de pasto marino (Lottia alveus) se extinguió una vez que la población de pastos marinos de Zostera marina disminuyó debido a la exposición a una enfermedad. Los Lottia alveus se vieron muy afectados ya que el puerto deportivo de Zostera era su único hábitat.

## Impactos

### Efectos ecológicos de la pérdida de biodiversidad
La pérdida de biodiversidad también amenaza la estructura y el buen funcionamiento del ecosistema. Aunque todos los ecosistemas son capaces de adaptarse a las tensiones asociadas con la reducción de la biodiversidad hasta cierto punto, la pérdida de biodiversidad reduce la complejidad de un ecosistema, ya que los roles que alguna vez desempeñaron múltiples especies que interactúan o múltiples individuos que interactúan son desempeñados por menos o ninguno. Los efectos de la pérdida de especies o cambios en la composición, y los mecanismos por los cuales se manifiestan los efectos, pueden diferir entre las propiedades de los ecosistemas, los tipos de ecosistemas y las vías de cambio potencial de la comunidad. En niveles más altos de extinción (40 a 60 por ciento de las especies), los efectos de la pérdida de especies se clasificaron con los de muchos otros impulsores importantes del cambio ambiental, como la contaminación por ozono, la deposición ácida en los bosques y la contaminación por nutrientes. Finalmente, los efectos también se ven en las necesidades humanas, como agua limpia, aire y producción de alimentos a lo largo del tiempo. Por ejemplo, los estudios de las últimas dos décadas[¿cuándo?] han demostrado que los ecosistemas biológicamente más diversos son más productivos. Como resultado, ha habido una creciente preocupación de que las altas tasas de extinción modernas, debido a la pérdida de hábitat, la sobreexplotación y otros cambios ambientales causados por el hombre, podrían reducir la capacidad de la naturaleza para proporcionar bienes y servicios como alimentos, agua limpia y un clima estable.
Un análisis de octubre de 2020 realizado por Swiss Re encontró que una quinta parte de todos los países corren el riesgo de colapso de los ecosistemas como resultado de la destrucción antropogénica del hábitat y el aumento de la pérdida de vida silvestre.

### Impacto en la alimentación y la agricultura

Una infografía que describe la relación entre la biodiversidad y los alimentos.

En 2019, la Organización de las Naciones Unidas para la Alimentación y la Agricultura elaboró su primer informe sobre El estado de la biodiversidad para la alimentación y la agricultura en el mundo, que advirtió que "muchos componentes clave de la biodiversidad para la alimentación y la agricultura a nivel genético, de especies y de ecosistemas están en declive". El informe afirma que esto está siendo causado por "una variedad de impulsores que operan en una variedad de niveles" y, más específicamente, que "las principales tendencias mundiales, como los cambios en el clima, los mercados internacionales y la demografía, dan lugar a impulsores más inmediatos, como el uso de la tierra. el cambio climático, la contaminación y el uso excesivo de insumos externos, la sobreexplotación y la proliferación de especies invasoras. Las interacciones entre los impulsores a menudo exacerban sus efectos sobre la biodiversidad para la alimentación y la agricultura (BFA). Los cambios demográficos, la urbanización, los mercados, el comercio y las preferencias de los consumidores [los países que aportaron contribuciones al informe] informan que tienen una gran influencia en los sistemas alimentarios, con frecuencia con consecuencias negativas para la BAA y los servicios ecosistémicos que proporciona. Sin embargo, también se informa que estos impulsores abren oportunidades para hacer que los sistemas alimentarios sean más sostenibles, por ejemplo, a través del desarrollo de mercados para productos amigables con la biodiversidad". Afirma además que "el impulsor mencionado por el mayor número de países que tiene efectos negativos en la regulación y el apoyo de los servicios de los ecosistemas [en los sistemas de producción agrícola y alimentaria] son los cambios en el uso y la gestión de la tierra y el agua" y que "la pérdida y degradación de los bosques y los ecosistemas acuáticos y, en muchos sistemas de producción, la transición a la producción intensiva de un número reducido de especies, razas y variedades, siguen siendo los principales impulsores de la pérdida de BFA y servicios ecosistémicos".
La salud de los humanos depende en gran medida del producto de un ecosistema. Con la pérdida de biodiversidad, también se produce un gran impacto en la salud humana. La biodiversidad hace posible que los humanos tengan un nivel sostenible de suelos y los medios para tener los factores genéticos para tener alimentos.
Muchos activistas y académicos han sugerido que existe una conexión entre la protección de patentes de plantas y la pérdida de biodiversidad de cultivos, aunque tales afirmaciones son cuestionadas.

### Salud humana
La disminución de la biodiversidad tiene varias implicaciones para la salud humana. Una de esas implicaciones es la pérdida de plantas medicinales. El uso de plantas con fines medicinales es extenso, con ~ 70 a 80% de las personas en todo el mundo que dependen únicamente de la medicina basada en plantas como su principal fuente de atención médica. Esta dependencia de las plantas con fines medicinales es especialmente frecuente en los países en desarrollo. El conocimiento local sobre las plantas medicinales es útil para la detección de nuevas medicinas a base de hierbas que puedan ser útiles para el tratamiento de enfermedades. Los pueblos y comunidades que residen continuamente en una sola área geográfica a lo largo del tiempo, crean, transmiten y aplican información generalizada sobre los recursos medicinales del área. Los métodos científicos formales han sido útiles para identificar los ingredientes activos utilizados en la etnofarmacia y aplicarlos a los medicamentos modernos. Sin embargo, es importante que los recursos medicinales se gestionen de manera adecuada a medida que se comercializan a nivel mundial para evitar el peligro de extinción de las especies. Los cambios en los ecosistemas locales (como el acceso a alimentos y agua limpia) pueden afectar indirectamente a la economía local y a la sociedad (los medios de vida y la interacción social entre las personas que viven en el área afectada). Por lo tanto impactando en la salud de las personas.
Según la Hipótesis de la biodiversidad de la salud, la reducción del contacto de las personas con el entorno natural y la biodiversidad puede afectar negativamente a la microbiota comensal humana y a su capacidad inmunomoduladora. La hipótesis se basa en la observación de que dos tendencias socioecológicas dominantes -la pérdida de biodiversidad y la creciente incidencia de enfermedades inflamatorias- están interconectadas.
La urbanización y la fragmentación de los hábitats conducen cada vez más a la pérdida de conexión entre el ser humano y el entorno natural. Además, las enfermedades inmunológicas no transmisibles se han vuelto cada vez más comunes en las últimas décadas, especialmente en las comunidades urbanizadas.

## Prevención y mitigación
Existen múltiples desafíos de conservación cuando se trata de la pérdida de biodiversidad que se necesita hacer un esfuerzo conjunto a través de políticas públicas, soluciones económicas, monitoreo y educación por parte de gobiernos, ONG, conservacionistas, etc. Se requieren incentivos para proteger las especies y conservar su hábitat natural y desincentivar la pérdida y degradación del hábitat (p. ej., implementar el desarrollo sostenible, incluidas las metas del ODS 15). Otras formas de lograr este objetivo son hacer cumplir leyes que eviten la caza furtiva de la vida silvestre, protejan a las especies de la sobrecaza y la pesca excesivas y mantengan intactos y seguros los ecosistemas de los que dependen de las invasiones de especies y la conversión del uso de la tierra. Además, los modelos basados en la conservación, como Global Safety Net, se desarrollan continuamente para considerar las conexiones ecológicas que deben abordarse para mitigar de manera efectiva la pérdida de biodiversidad. Según la Plataforma Intergubernamental de Ciencia y Política sobre Biodiversidad y Servicios de los Ecosistemas (IPBES), la acción para proteger la biodiversidad es muy rentable porque reduce el riesgo de pandemias debido a patógenos de la vida silvestre.
Los conservacionistas y los científicos de investigación sostenible de todo el mundo también han desarrollado enfoques basados en sistemas para ayudar a mitigar la pérdida de biodiversidad. Esta metodología permite a los científicos crear marcos contextuales que consideran los muchos matices y vínculos de la conservación ambiental como las huellas ecológicas, los límites planetarios, la economía ecológica, etc. Tener en cuenta todas las formas en que se cruzan el mundo natural y el humano puede ayudar a los investigadores a comprender las complejidades que conducen a la pérdida de biodiversidad y encontrar patrones que se pueden aplicar a situaciones similares. Un ejemplo de este tipo de marcos es el resultado final triple, que ha sido adoptado por muchas empresas y organizaciones para evaluar su impacto y progreso hacia la unión del éxito social, ambiental y económico.

### Filosofía, ética y derecho

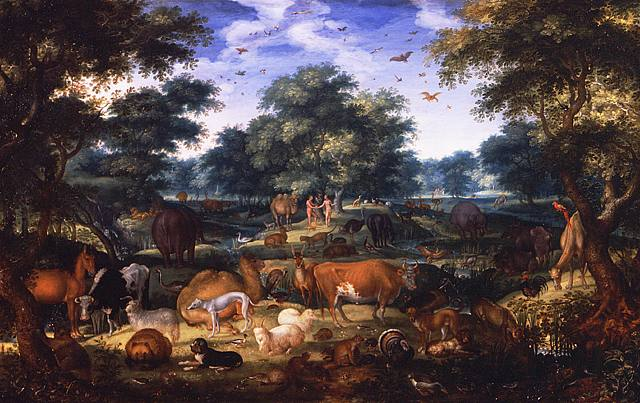
Jardín del Edén, pintura de Jacob Savery. En el mito cristiano de la Creación del Hombre, la naturaleza se muestra como una obra divina, perfecta, rica y armoniosa, pero cuyo dominio fue dado al hombre. Corrompido por la ambición, la vanidad y la rebeldía, cayó en el pecado y fue condenado a dejar atrás ese paraíso, viviendo una vida llena de dificultades.

Después del final de la Segunda Guerra Mundial, una profunda crisis ambiental, que se acercaba rápidamente, comenzó a hacerse visible en el horizonte. Desde entonces, la comunidad científica, las academias y las élites políticas comenzaron a dedicar una atención más enfocada al tema, que también tomó las calles y los medios de comunicación en las primeras manifestaciones importantes del naciente movimiento ecologista. Se establecieron programas de preservación, se crearon numerosas áreas protegidas, surgieron partidos políticos verdes, creció el activismo popular y absorbió una base científica considerable, se multiplicó enormemente la legislación proteccionista, incluso se integró el tema en el currículo escolar básico en muchos países, y los gobiernos del mundo han estableció varias convenciones internacionales para enfrentar el desafío.
La ciencia ha descubierto que muchos animales superiores son capaces de sufrir, tienen una gran inteligencia y cierto nivel de autoconciencia, y pueden tener algo de vida emocional. Innumerables otros seres posiblemente estén dotados de alguna forma de sensibilidad al sufrimiento y al maltrato, además de poseer capacidades sensoriales aún poco conocidas e inigualables entre los humanos.
Alguna sensibilidad similar, suponen otros, las plantas también pueden tener. Los estudios e incluso la evidencia empírica indican que las plantas, aunque carecen de un sistema nervioso, tienen la capacidad de "mapear" su entorno a través de receptores sensibles a los químicos, la luz, el calor, la humedad y los estímulos táctiles, capacidades que las hacen reaccionar y adaptarse al medio.
Estos datos, que se han ido acumulando en los últimos años, también han puesto al día una cuestión ética que venía siendo debatida desde hace mucho tiempo por filósofos, religiosos y legisladores, que ya había sido expresada en 1972 en la Declaración de Estocolmo, adoptada por la ONU, y lo que quedó perfectamente claro a partir de la elaboración del CB: "¿Tenemos derecho a destruir la biodiversidad?" Aunque durante muchos siglos la naturaleza ha sido entendida predominantemente como un bien a ser explotado a voluntad del hombre, existiendo sólo para servirle, y aunque la soberanía nacional y la propiedad privada son principios universalmente reconocidos, y por tanto, aunque ninguna persona jurídica posea la "biodiversidad", los organismos que viven bajo su jurisdicción generalmente siguen siendo, para todos los efectos su posesión exclusiva, al igual que los objetos inanimados; para muchos, la respuesta a esa pregunta es: "No". Y esta negación fue ratificada tanto en la CB, que reconoció el valor intrínseco de la naturaleza y su variedad, como en otras convenciones y compromisos internacionales, como la Declaración de Río, la Agenda 21 y la Carta de la Tierra. La Declaración de Estocolmo, por ejemplo, afirma que el hombre tiene “una responsabilidad especial de salvaguardar y gestionar sabiamente el patrimonio de la vida silvestre y sus hábitats, que actualmente se encuentran en grave peligro”, y la Carta de la Tierra, redactada durante la conferencia de Río 92 y adoptado por la UNESCO en 2002 como un código de ética global, recibiendo la adhesión de más de 4.500 organizaciones gubernamentales e internacionales, llega incluso a decir explícitamente que "la protección de la vitalidad, la diversidad y la belleza de la Tierra es un deber sagrado". Es interesante señalar, según el análisis de Cyrille de Klemm, que el derecho internacional, si bien no atribuye individualidad jurídica a los seres distintos de la persona humana y no les ofrece los correspondientes instrumentos de protección, se encamina hacia otorgando, en cierta medida, un estatus legal para cada especie por separado.

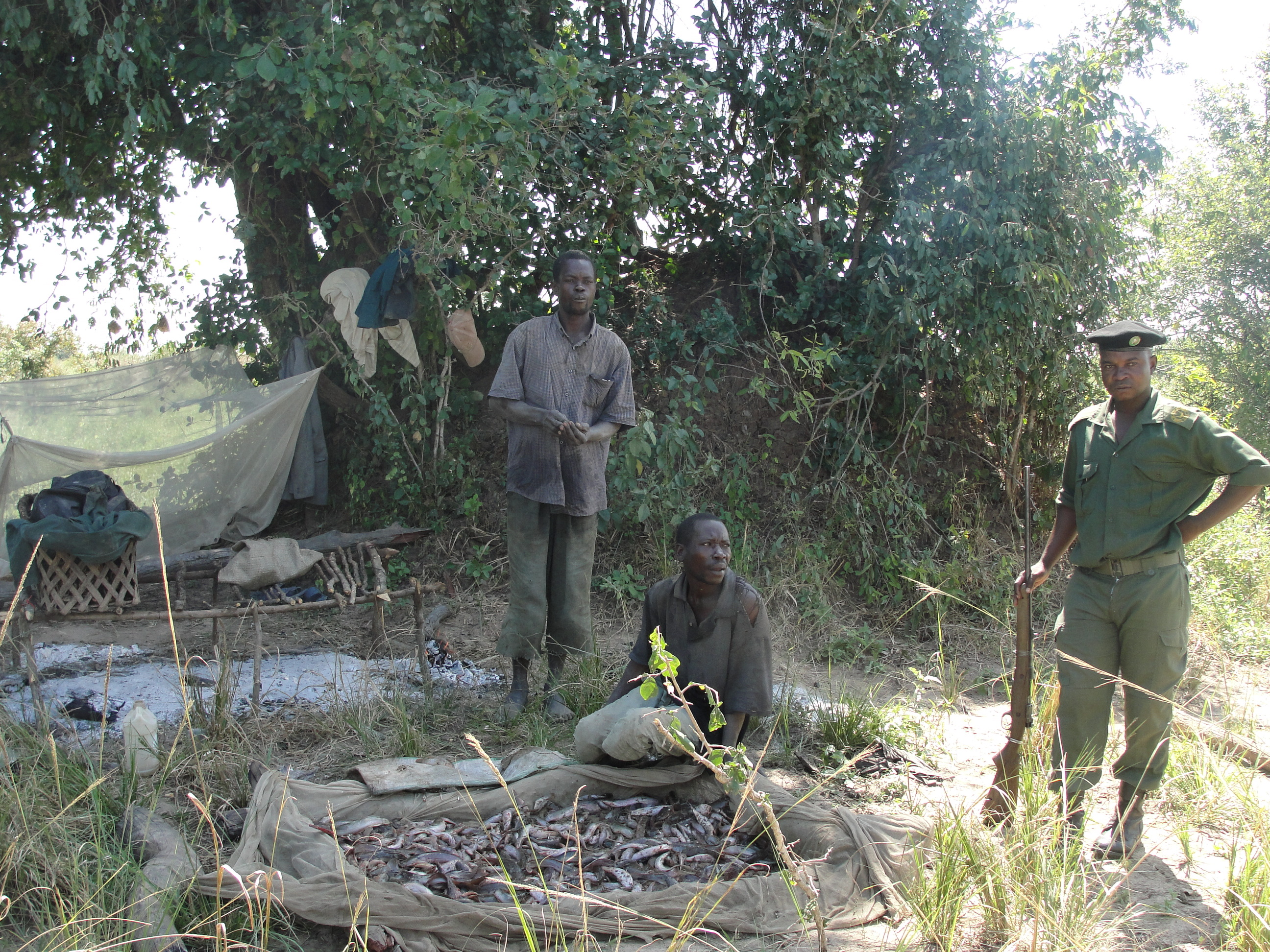
Pescadores clandestinos detenidos en el Parque Nacional Luangwa del Sur, Zambia, 2010.

Relacionado con esto se encuentran otras cuestiones jurídicas y amenazas a los derechos humanos vinculadas a la biodiversidad, “ya que son innegables”, en palabras de Hellen de Barros Franco, “las relaciones de interdependencia entre el derecho a la vida y el derecho al medio ambiente ecológicamente equilibrado y sostenible, de modo que se convierta en uno de los factores decisivos para garantizar la sana calidad de vida y la dignidad de la persona humana”. Entre estos temas se encuentran el derecho de los pueblos a la educación ambiental como forma de construcción de ciudadanía y de avance sociocultural; desigualdades en la distribución social de la riqueza derivada de la naturaleza; los vínculos entre el daño ambiental y las guerras civiles, el terrorismo y los conflictos internacionales; la caza, pesca o comercio ilegal de especímenes vivos y productos naturales, especialmente de especies vulnerables y amenazadas y en áreas protegidas; el mayor impacto de las pérdidas sobre los más pobres, comunidades tradicionales y pueblos indígenas que dependen exclusiva o principalmente de la naturaleza; conflictos por la tenencia de la tierra y sus recursos, y los conflictos morales y los impactos ecológicos y sociales de la corrupción política, la ingeniería genética comercial y la investigación científica, médica, farmacéutica y cosmética con animales y plantas, que incluyen la vivisección y a menudo son redundantes o irrelevantes o fútiles en su propósito.

### Acción internacional

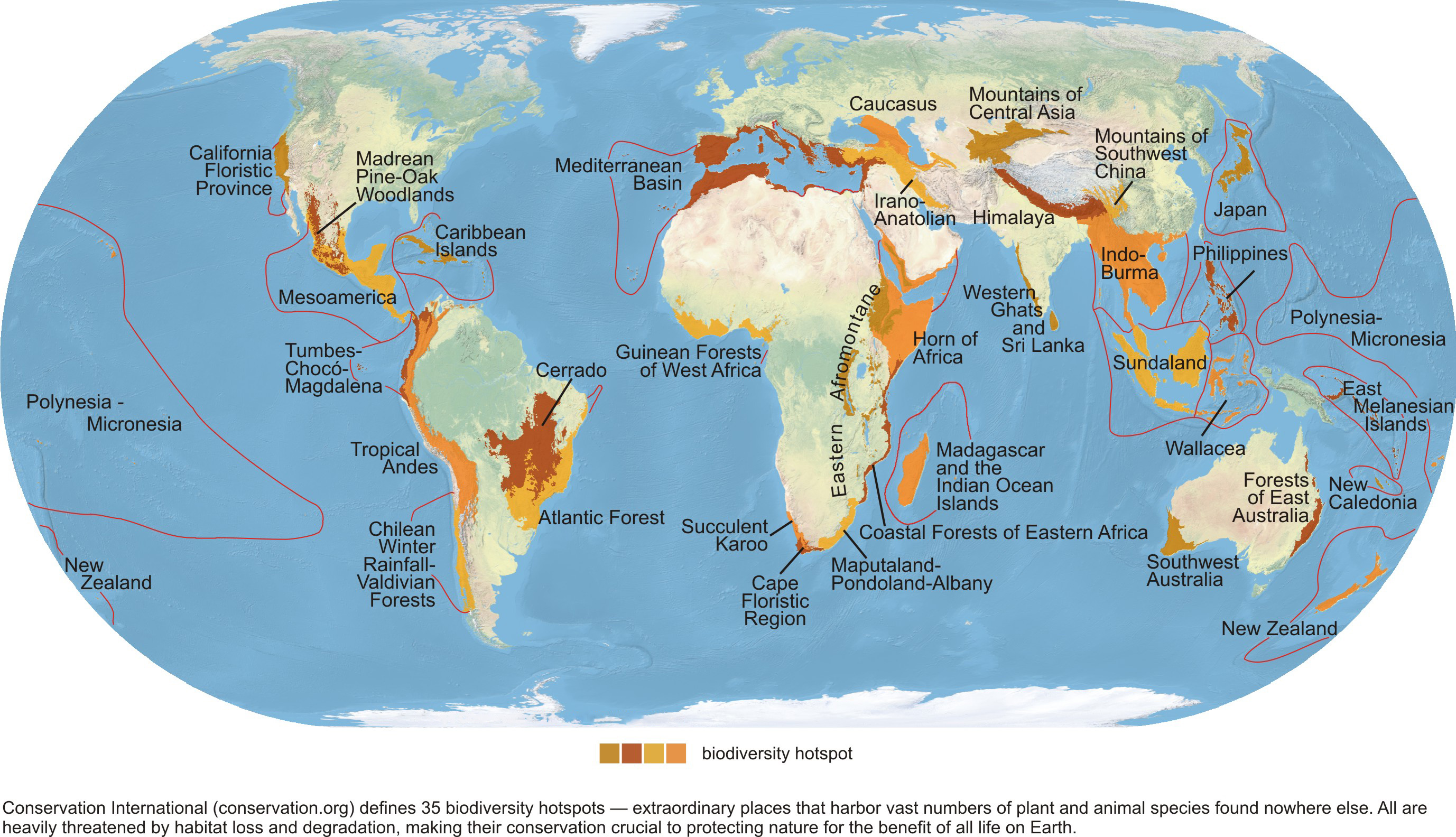
Los 25 puntos calientes terrestres de biodiversidad de la Tierra. Estas regiones contienen una serie de especies de plantas y animales y han estado sujetas a altos niveles de destrucción del hábitat por la actividad humana.

Hay muchas organizaciones dedicadas a la causa de priorizar los esfuerzos de conservación, como la Lista Roja de Especies Amenazadas de la Unión Internacional para la Conservación de la Naturaleza y los Recursos Naturales (UICN) y la Ley de Especies en Peligro de Extinción de los Estados Unidos. El científico ambiental británico Norman Myers y sus colegas han identificado 25 puntos críticos de biodiversidad terrestre que podrían servir como prioridades para la protección del hábitat.
Muchos gobiernos del mundo han conservado partes de sus territorios bajo el Convenio sobre la Diversidad Biológica (CDB), un tratado multilateral firmado en 1992-1993. Las 20 Metas de Biodiversidad de Aichi, parte del Plan Estratégico del CDB 2011-2020, se publicaron en 2010. Desde 2010, aproximadamente 164 países han desarrollado planes para alcanzar sus objetivos de conservación, incluida la protección del 17 % de las aguas terrestres y continentales y el 10 % de las áreas costeras y marinas.[cita requerida]
En 2019, la Plataforma Intergubernamental de Ciencia y Política sobre Biodiversidad y Servicios de los Ecosistemas (IPBES), una organización internacional formada para desempeñar un papel similar al Panel Intergubernamental sobre el Cambio Climático (IPCC), publicó el Informe de Evaluación Global sobre Biodiversidad y Servicios de los Ecosistemas. que decía que hasta un millón de especies de plantas y animales están en peligro de extinción a causa de las actividades humanas. Un informe de octubre de 2020 de IPBES indicó que las mismas actividades humanas que son los impulsores subyacentes del cambio climático y la pérdida de biodiversidad, como la destrucción de la vida silvestre y los hábitats silvestres, también son los mismos impulsores de las pandemias, incluida la pandemia de COVID-19.
Según el informe Global Biodiversity Outlook de 2020 de las Naciones Unidas, de los 20 objetivos de biodiversidad establecidos por las Metas de Aichi para la Biodiversidad en 2010, solo 6 se "cumplieron parcialmente" antes de la fecha límite de 2020. El informe destacó que si no se cambia el statu quo, la biodiversidad seguirá disminuyendo debido a "patrones de producción y consumo, crecimiento demográfico y desarrollo tecnológico actualmente insostenibles". El informe también destacó a Australia, Brasil y Camerún y las Islas Galápagos (Ecuador) por haber perdido uno de sus animales por extinción en los últimos 10 años. Luego de esto, los líderes de 64 naciones y la Unión Europea se comprometieron a detener la degradación ambiental y restaurar el mundo natural. Los líderes de algunos de los mayores contaminadores del mundo, a saber, China, India, Rusia, Brasil y Estados Unidos, no se encontraban entre ellos. Algunos expertos sostienen que la negativa de Estados Unidos a ratificar el Convenio sobre la Diversidad Biológica está perjudicando los esfuerzos mundiales para detener la crisis de extinción. Los mejores científicos dicen que incluso si se hubieran cumplido los objetivos de 2010, probablemente no habría resultado en ninguna reducción sustancial de las tasas de extinción actuales. Otros han expresado su preocupación de que el Convenio sobre la Diversidad Biológica no va lo suficientemente lejos y argumentan que el objetivo debería ser cero extinciones para 2050, además de reducir a la mitad el impacto de la producción insostenible de alimentos en la naturaleza. Que los objetivos no sean legalmente vinculantes también ha sido objeto de críticas.
En 2020, con la aprobación de la fecha límite de 2020 para las Metas de Biodiversidad de Aichi, los científicos propusieron una meta de biodiversidad medible a corto plazo, comparable a las siguientes 2 °C objetivo de calentamiento global: mantener las extinciones de especies descritas muy por debajo de 20 por año durante los próximos 100 años en todos los grupos principales (hongos, plantas, invertebrados y vertebrados) y en todos los tipos de ecosistemas (marinos, de agua dulce y terrestres).
Un informe colaborativo de 2021 de científicos de IPBES y el IPCC dice que la pérdida de biodiversidad y el cambio climático deben abordarse simultáneamente, ya que están inexorablemente vinculados y tienen efectos similares en el bienestar humano. Pamela McElwee, ecologista humana y coautora del informe, dice que "el clima simplemente ha recibido más atención porque las personas lo sienten cada vez más en sus propias vidas, ya sea por incendios forestales o por el riesgo de huracanes. Nuestro informe señala que la pérdida de biodiversidad tiene un efecto similar en el bienestar humano".

#### Iniciativas fallidas y controversias
A pesar de esta gran importancia a tantos niveles y de todos los esfuerzos, los resultados prácticos, en el balance final, fueron muy pobres, dado el recrudecimiento general del declive. Hubo mucha resistencia en varios sectores de la sociedad que no creían en la magnitud de las pérdidas ni en su realidad a pesar de la amplia evidencia científica, el enfrentamiento entre los contrarios llegaba al nivel de la violencia, los gobiernos muchas veces no tenían las condiciones o incluso la voluntad política de implementar cambios y educar a su gente, prevalecieron los intereses económicos y la situación empeoró mucho, como se ha demostrado.

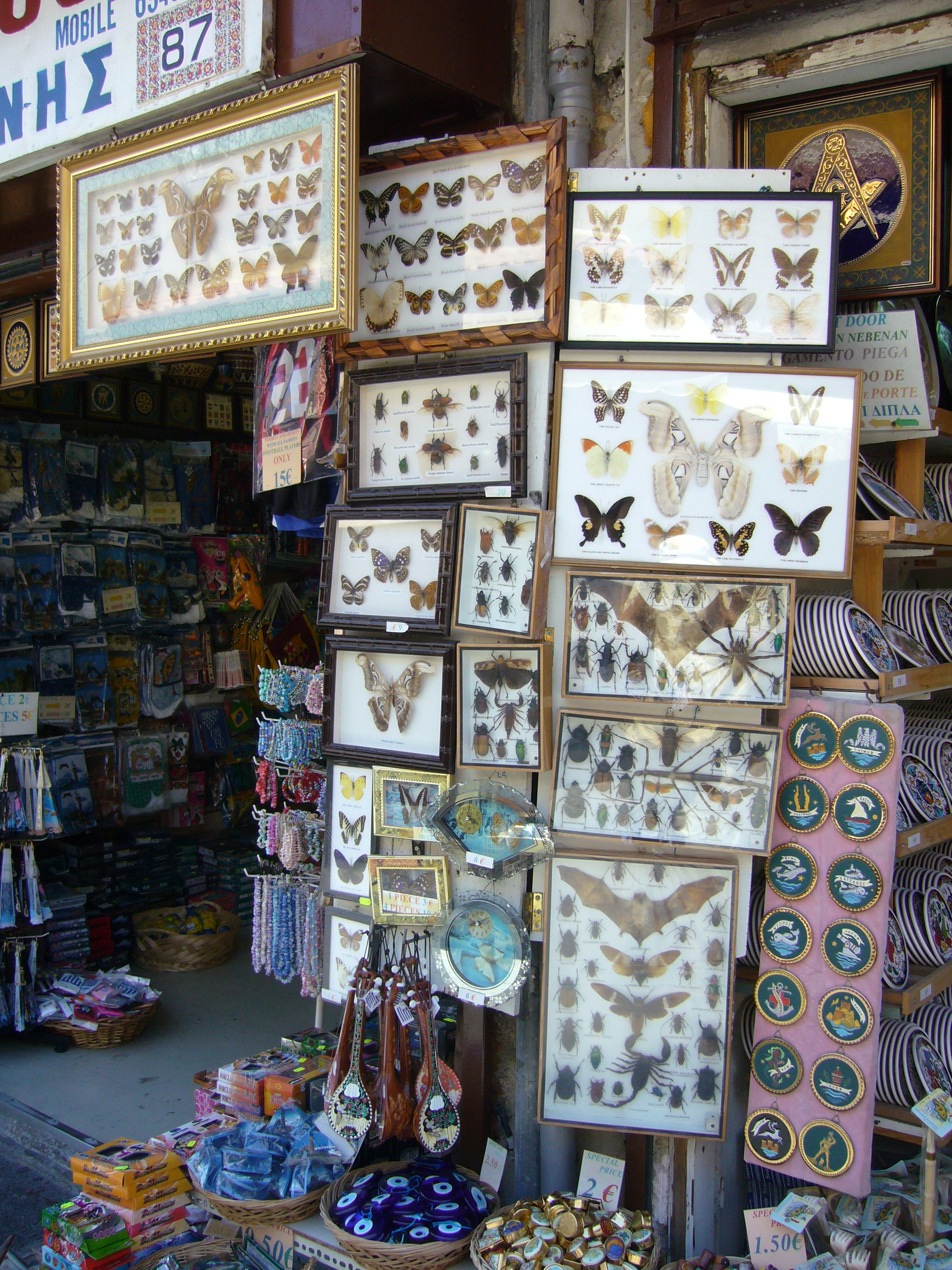
Mariposas y otros animales sacrificados con fines decorativos, un ejemplo de los aspectos culturales vinculados al declive de la biodiversidad.

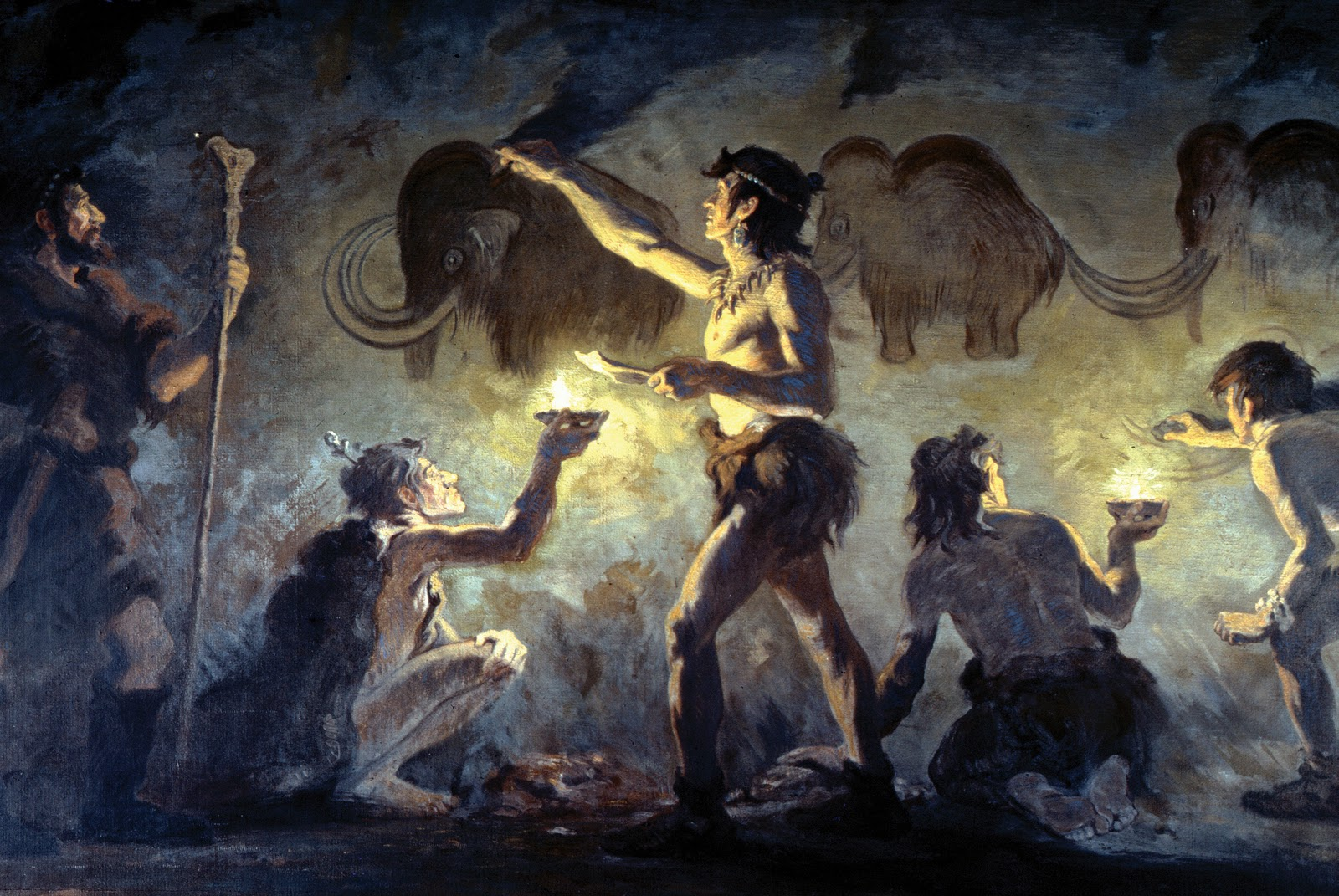
Reconstrucción de una escena prehistórica, en la que los hombres primitivos pintan animales en una cueva. La íntima asociación simbólica entre el hombre y la naturaleza es tan antigua como la humanidad, atestiguada por numerosos registros arqueológicos.

Luego de firmar varios acuerdos previos que resultaron ineficaces en la práctica, aunque muy valiosos como hitos en una historia, como diagnósticos integrales y como modelos ideales de acción, en 2002 los gobiernos del mundo decidieron realizar un nuevo esfuerzo conjunto para lograr una reducción significativa en la caída de 2010, pero cuando el OC evaluó los resultados, concluyó que, una vez más, no solo no se alcanzó la meta, sino que se intensificaron las amenazas a la biodiversidad en general.
Las raíces de este fracaso son múltiples, complejas y no se limitan a aspectos económicos o políticos, ni se limitan únicamente al tema de la biodiversidad. Son más profundas y difusas, a veces incluso impalpables, y se derivan principalmente de una forma en que el hombre piensa, de concebir el progreso, de enfrentarse a la vida y a la naturaleza, de comprenderse a sí mismo y sus relaciones con los demás seres, lo que dio resultados impresionantes en términos de logros tecnológicos e industriales, aumentó el consumo y significó una clara mejora en la calidad de vida de gran parte de la población mundial, por otro lado resultó ser un modelo paradójicamente frágil, basado en perspectivas irreales e imprevistas de crecimiento económico ilimitado .explotar abusivamente los recursos naturales que son finitos, y no reconocer o no respetar el derecho de los demás seres a la vida, ya una vida plena. Además, este modelo de civilización y desarrollo y esta concepción del progreso, del que tanto se enorgullece hoy la humanidad, resultó ser ilusorio y contraproducente en muchos aspectos, pues provocó una destrucción ambiental sin precedentes en la historia de la humanidad y produjo más pobreza. diversas necesidades para otra gran parte de la población, reflejando una serie de arraigados prejuicios culturales, sociales, religiosos, difíciles de abordar y aún más difíciles de transformar, que al final fueron más fuertes, a pesar de la gran importancia simbólica y afectiva de la vida silvestre para el hombre desde tiempos prehistóricos. La importancia de estos sesgos y la necesidad de su rápida transformación ya han sido ampliamente reconocidas, y en vista de su relevancia central, un grupo internacional de más de 500 científicos está desarrollando estudios específicos para abordarlos y desarrollar una estrategia integrada para mejorar combatir los problemas ambientales.
También debe recordarse que el conocimiento científico sobre la naturaleza aún es incompleto y aún no es capaz de predecir o evaluar adecuadamente todas las posibles consecuencias de la interacción entre todos los elementos constitutivos de la disminución de la biodiversidad global, a pesar de que los mecanismos generales son bien conocidos. Finalmente, la tecnología disponible en la actualidad tampoco es capaz de hacer frente a parte de los efectos ya producidos. En este contexto, cobra especial importancia la prevención de posibles daños a la biodiversidad.

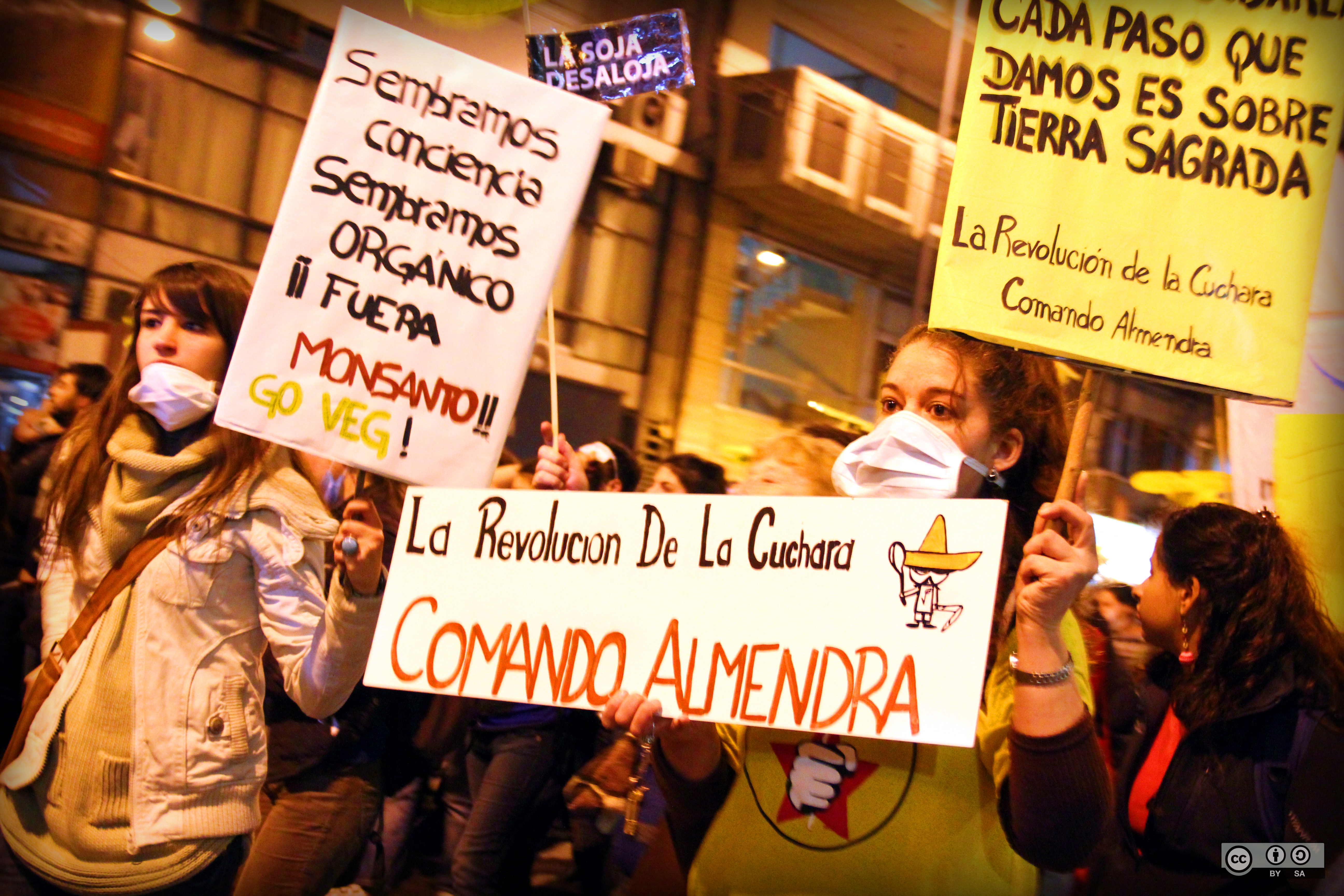
Protesta contra la ingeniería genética.

Y hay más obstáculos: cuando se trata de problemas ambientales, la prensa suele publicitar la existencia de controversias y muchos puntos de vista contrapuestos, dando la impresión de que el asunto aún carece de un sustento sólido en los hechos, que los ambientalistas son fanáticos de la realidad. y que la ciencia todavía no está segura de nada, y por lo tanto no hay motivo para estar tan preocupada. Pero no es cierto, entre los científicos ya no hay duda de que el declive es real, vasto y peligroso, que su causa son las actividades humanas y que necesita una atención urgente. Los argumentos que aún circulan buscando minimizar, relativizar o desmentir estos hechos documentados, han sido sistemáticamente alimentados por una poderosa minoría, compuesta por políticos sin escrúpulos, medios comprometidos e influyentes grupos de presión, en una mistificación orquestada a gran escala con la intención deliberada de confundir al público, denunciado por periodistas independientes y por científicos serios con abundante evidencia. Aunque todavía tienen una gran influencia, tales argumentos son falsos y no merecen ningún crédito.
Aunque la ciencia todavía tiene un largo camino por recorrer, ya ha demostrado que funciona con consistencia. Los principales diagnósticos científicos actuales sobre las condiciones y tendencias globales del medio ambiente y los impactos de la degradación en la sociedad, como la Evaluación del Milenio, la Perspectiva del Medio Ambiente Mundial, el 4º Informe del IPCC y el propio CBD, fueron elaborados por equipos compuestos por miles de mejores expertos en el campo, han sido ratificados y aceptados como el estado del arte por todas las principales organizaciones científicas y academias del mundo, y no se puede concebir o admitir mayor autoridad que la de estos estudios. Y ellos, en un gran y sólido consenso, dicen que no sólo es necesario, sino vital, que se tomen medidas enérgicas e inmediatas para prevenir y mitigar los efectos de los impactos negativos de las actividades humanas sobre el medio ambiente, y, en cuanto posible, su reversión, so pena de sufrir severas consecuencias a nivel global en un período de tiempo relativamente corto, comprometiendo también el futuro de las próximas generaciones.
En este escenario, la actitud del sistema económico imperante se torna paradójica. Las enormes y, en un análisis pragmático, injustificables pérdidas económicas resultantes del declive ya han sido documentadas y reconocidas por el Banco Mundial y otras autoridades, así como su estrecha conexión con otros impactos ambientales antropogénicos que también generan inmensas pérdidas en varios sectores, pero a pesar de que esto constituye una hemorragia enorme y crónica en las finanzas mundiales que ya está superando los beneficios, todavía se ignora o se subestima en gran medida en los análisis de mercado de rutina y en los planes de desarrollo de las naciones, que casi siempre se basan en evaluaciones inmediatas del valor y cantidad de los productos producidos, sin tomar en cuenta los altos desperdicios, los costos ambientales y la influencia efectiva que tienen en la vida de todos, hombres y demás seres. Este punto ciego de la economía contemporánea ya ha sido señalado y esclarecido por varios estudios y se considera uno de los mayores fallos de mercado de la historia, pero sigue condicionando poderosamente la toma de decisiones a todos los niveles.

### Perspectivas

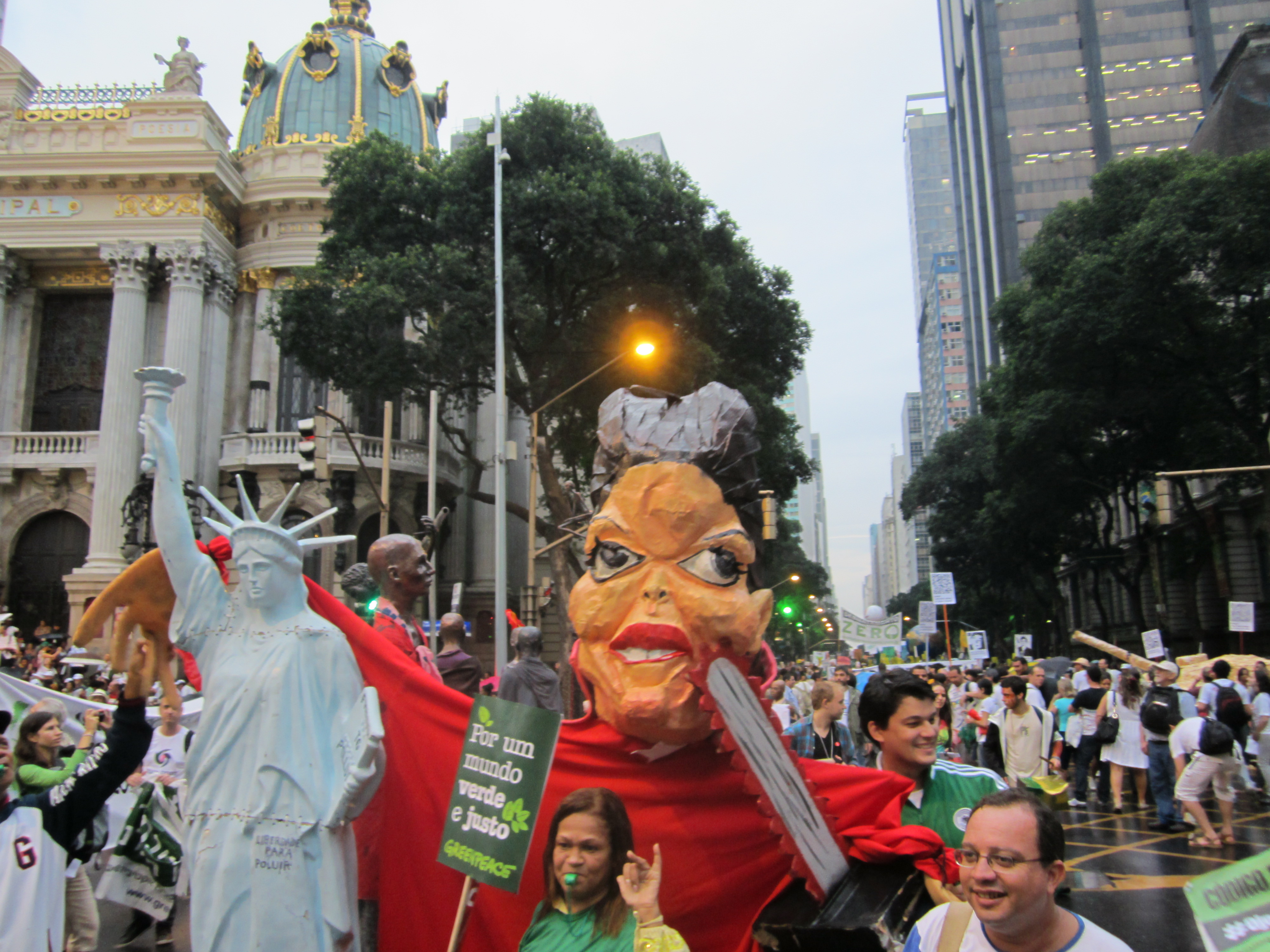
Manifestaciones de ambientalistas durante la Conferencia de las Naciones Unidas sobre el Desarrollo Sostenible, celebrada en Río de Janeiro en 2012.

Sin duda, la humanidad aún tiene un largo camino por recorrer antes de que logre reciclar su forma de vida y consolidar a gran escala un modelo de desarrollo sostenible, que haga posible la conservación de la biodiversidad en nombre del bien de la naturaleza y también del hombre. La desinformación de la mayoría de las personas, sus hábitos y prejuicios irreductibles, que conducen a una resistencia irracional a aceptar las conclusiones de la ciencia y adoptar ampliamente sus recomendaciones, la desconexión entre los campos del conocimiento y las inconsistencias de las políticas oficiales, la subestimación rutinaria de los servicios ambientales, la falta de un diálogo y una cooperación más efectivos entre las naciones, la primacía de la política y la economía sobre la ciencia y los valores humanos, entre otros factores, siguen actuando muy eficazmente para anular el poder de la evidencia científica ya acumulada, sólida y sobreabundante, que impide o retrasar el avance de las obras.: 9–10 
Los mismos científicos que documentan los problemas ambientales y alertan sobre su gravedad aclaran que la insuficiencia de datos y medios, la incertidumbre, no deben ser motivo de desánimo y perplejidad -aunque se recomienda encarecidamente la prudencia- ni justifican la procrastinación, como los vacíos deben entenderse como ineludibles y como útiles faros de conocimiento y acción, mucho se puede hacer con los recursos disponibles y con las lecciones de las experiencias ya realizadas, incluidas las desastrosas, y hay que partir de lo que tenemos.: 9–10 : 7 
Si queda mucho por hacer, si los riesgos de la inacción son tan altos y preocupantes, y si las consecuencias negativas deben manifestarse tan pronto, como ya lo están haciendo cada vez con mayor severidad, es necesario aprovechar los cambios ahora y sin vacilaciones.: 10–13  La Secretaría del CDB fue enfática al analizar las perspectivas para el futuro:

"La mayoría de los escenarios futuros proyectan altas tasas de extinción y pérdida de hábitat a lo largo de este siglo[…] Se deben tomar mejores decisiones para la biodiversidad en todos los niveles y en todos los sectores, particularmente en los sectores económicos más importantes, y el gobierno tiene un papel clave que desempeñar[…] Ya no podemos ver la pérdida continua de biodiversidad, así como sus cambios, como un tema separado de las preocupaciones centrales de la sociedad: combatir la pobreza, mejorar la salud, la prosperidad y la seguridad de nuestras poblaciones y enfrentar el cambio climático[…] Los pasos que se tomen durante las próximas dos décadas y la dirección establecida en el Convenio sobre la Diversidad Biológica determinarán si las condiciones ambientales relativamente estables de las que ha dependido la civilización humana durante los últimos 10.000 años continuarán más allá de este siglo. Si no somos capaces de aprovechar esta oportunidad, muchos ecosistemas del planeta se transformarán en nuevos ecosistemas, con nuevos arreglos sin precedentes, en los que la capacidad de satisfacer las necesidades de las generaciones presentes y futuras es extremadamente incierta[…] Hoy tenemos más alternativas para enfrentar la crisis que antes. A partir de acciones determinadas para conservar la biodiversidad y usarla de manera sostenible, habrá grandes recompensas".
: 10–15 

"En 2008-2009, los gobiernos del mundo movilizaron rápidamente cientos de miles de millones de dólares para evitar el colapso del sistema financiero, cuyos frágiles fundamentos tomaron por sorpresa a los mercados. Ahora tenemos advertencias claras de los límites potenciales a los que estamos empujando los ecosistemas que han dado forma a nuestras civilizaciones. Por una fracción del dinero reunido tan rápidamente para evitar el colapso económico, podemos evitar un problema mucho más grave: el colapso de los sistemas que sustentan la vida en la Tierra".
: 87 

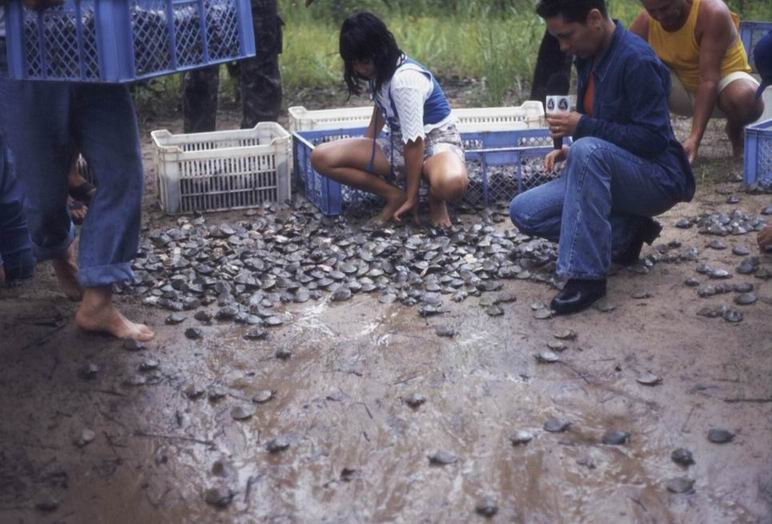
Liberación de tortugas bebés en un programa de reintroducción de ejemplares a la vida silvestre.

En la misma línea, el Secretario General de la ONU, Ban Ki-moon, declaró:

"Las tendencias actuales nos acercan cada vez más a una serie de posibles puntos de inflexión que reducirían catastróficamente la capacidad de los ecosistemas para proporcionar estos servicios esenciales. Los pobres, que tienden a depender más inmediatamente de ellos, sufrirían primero y más severamente. Están en juego los principales objetivos trazados en los Objetivos de Desarrollo del Milenio: la seguridad alimentaria, la erradicación de la pobreza y una población más sana… La conservación de la biodiversidad no puede ser una idea de último momento, hecha después de que se hayan abordado otros objetivos: es la base sobre la que se construyen muchos de estos objetivos. Necesitamos una nueva visión de la diversidad biológica, buscando un planeta saludable y un futuro sostenible para la humanidad.”

De hecho, la conciencia popular parece estar creciendo, la ONU declaró 2010 como el Año Internacional de la Biodiversidad para llamar la atención general sobre el tema, muchas acciones y programas ya están en marcha, y muchos más están siendo planeados, a nivel internacional, nacional y local, con resultados prometedores en varios aspectos limitados, que deben expandirse en todos los ámbitos.: 12–21 
Sin embargo, el ritmo de crecimiento de la población humana a lo largo de este siglo XXI será un factor crítico en la evolución de la disminución de la biodiversidad, pero aún no existe una base firme para las predicciones. Las estimaciones varían ampliamente, desde un máximo de 16 mil millones de personas en 2100, y un retorno a un nivel de 5.500 millones, dejando abierta una amplia variedad de escenarios posibles. Pero las actitudes preventivas siguen siendo fuertemente indicadas, y para mitigar la dramática situación que ya se está enfrentando, el CB recomienda, entre otras, las siguientes medidas:: 12–21 
- Incrementar la eficiencia de la matriz energética, del sistema de producción y consumo y del uso de los recursos naturales, evitando el enorme despilfarro a todos los niveles que hoy se verifica.
- Crear incentivos de mercado y evitar invertir recursos en proyectos de desarrollo no sostenible, prefiriendo siempre aquellos de bajo impacto ambiental.
- Establecer planes de aprovechamiento de los recursos naturales basados en la conservación de la biodiversidad y los servicios ambientales, buscando armonizar las necesidades del desarrollo económico y social con las necesidades de la naturaleza, de la cual dependemos los seres humanos.
- Asegurar que los beneficios del uso de los recursos naturales se compartan equitativamente entre las naciones.
- Desarrollar un plan para la educación de las masas a gran escala, haciéndoles reconocer el valor de la biodiversidad y la necesidad de su preservación, para que se cree una conciencia global renovada, basada en el respeto por otras especies, y promoviendo la comprensión de que las inversiones para prevenir, mitigar o corregir los problemas actuales, aunque sean grandes ahora, se vuelven pequeñas a largo plazo, con beneficios mucho mayores.
- Aprovechar al máximo el conocimiento de las comunidades tradicionales y pueblos indígenas, que han vivido de manera sostenible durante mucho tiempo.
- Promover una cooperación internacional e intercomunitaria más dinámica y eficaz, incluida la puesta a disposición de más recursos, la formación profesional y el fomento de la investigación y el intercambio científicos para llenar los enormes vacíos de conocimiento, y la adopción de medidas rigurosas para prevenir, controlar y monitorear las amenazas.
- Fomentando el compromiso de todos los estratos de la sociedad y de todas las culturas en una acción conjunta en los ámbitos oficial y científico, ya que sin el apoyo del pueblo las medidas oficiales no tendrán un efecto duradero, realidad de la que la Historia ya ha dado amplio testimonio, y considerando que la acumulación de pequeñas actitudes cotidianas multiplicadas entre los miles de millones de habitantes del planeta producirá impresionantes beneficios.

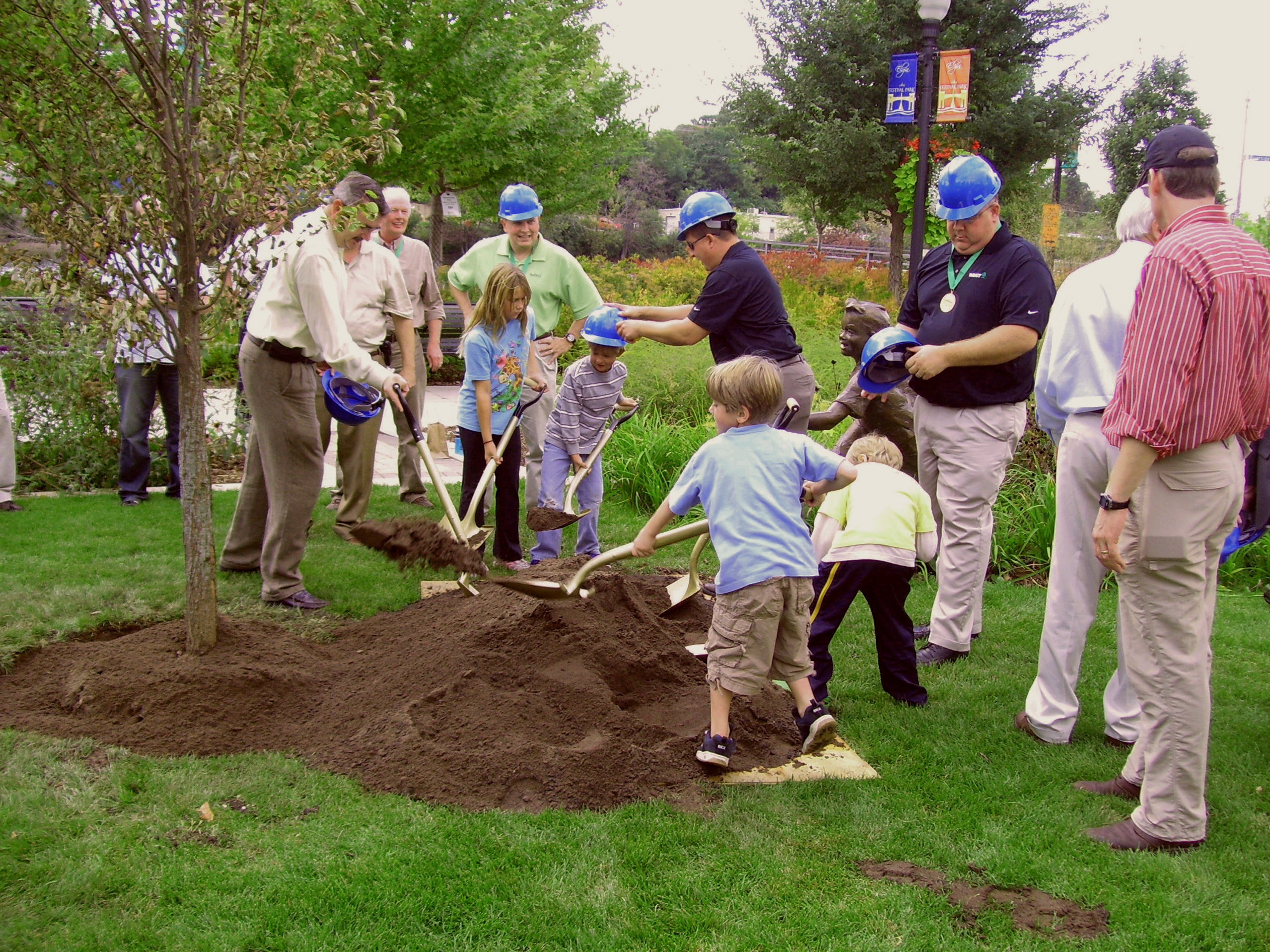
Educación ambiental para niños en un área de restauración forestal en Elgin, Estados Unidos.

Otras fuentes destacan como acciones deseables:
- Fortalecer y expandir el sistema global de áreas protegidas, con foco en las regiones con las amenazas más críticas y los mares.
- Adoptar una dieta con menos carne y fomentar la agricultura.
- Reducción general de los niveles de consumo, evitando especialmente los superfluos.
- Priorizar la ayuda a los países más pobres en la lucha internacional contra las causas del declive.
- Fomentar la formación de líderes comunitarios y la participación de las mujeres.
- Creación de más corredores ecológicos para unir áreas protegidas.
- Recomposición de ambientes degradados.
- Control del crecimiento de la población humana, incluyendo la planificación familiar, la educación sexual y el apoyo a los métodos anticonceptivos, conciliándolos con el respeto a los derechos humanos.

## Lecturas complementarias
- «Fewer than 20 extinctions a year: does the world need a single target for biodiversity?». Nature (en inglés) (7814). 2 de julio de 2020. pp. 7-8. ISSN 0028-0836. Consultado el 10 de julio de 2022.
- Ehrlich, Paul (1988). «The Loss of Diversity Causes and Consequences».  En Peter, Frances M.; Wilson, E. O., eds. Biodiversity (en inglés). National Academies Press (US). Consultado el 10 de julio de 2022.
- Griffin, Neil (2015). Biodiversity loss in the 21st century.. Callisto Reference. ISBN 1-63239-094-9. OCLC 916728016. Consultado el 10 de julio de 2022.
- Perrings, Charles (1995). Biodiversity loss: economic and ecological issues. New York. ISBN 0-521-47178-8. OCLC 30734236. Consultado el 10 de julio de 2022.
- Waldron, Anthony; Miller, Daniel C.; Redding, Dave; Mooers, Arne; Kuhn, Tyler S.; Nibbelink, Nate; Roberts, J. Timmons; Tobias, Joseph A. et al. (16 de noviembre de 2017). «Reductions in global biodiversity loss predicted from conservation spending». Nature (en inglés) 551 (7680): 364-367. ISSN 0028-0836. doi:10.1038/nature24295. Consultado el 10 de julio de 2022.
- Wood, Alexander; Stedman-Edwards, Pamela; Mang, Johanna (2000). The root causes of biodiversity loss. Earthscan. ISBN 978-1-84977-417-8. OCLC 49851722. Archivado desde el original el 5 de enero de 2019. Consultado el 10 de julio de 2022.
- Worm, Boris; Barbier, Edward B.; Beaumont, Nicola; Duffy, J. Emmett; Folke, Carl; Halpern, Benjamin S.; Jackson, Jeremy B. C.; Lotze, Heike K. et al. (3 de noviembre de 2006). «Impacts of Biodiversity Loss on Ocean Ecosystem Services». Science (en inglés) 314 (5800): 787-790. ISSN 0036-8075. doi:10.1126/science.1132294. Consultado el 10 de julio de 2022.